# Britney Spears
Britney Jean Spears (McComb, 2 de dezembro de 1981) é uma cantora, compositora, dançarina e atriz estadunidense. Ela iniciou sua carreira como atriz mirim no programa infantil The All-New Mickey Mouse Club (1993–94) e na adolescência se tornou notavelmente conhecida mundialmente com o lançamento dos seus dois primeiros álbuns, ...Baby One More Time (1999) e Oops!...I Did It Again (2000). Ambos os discos tornaram-se bem-sucedidos e receberam certificações de diamante pelas altas vendagens nos Estados Unidos. O segundo, por 15 anos, foi o álbum de uma artista feminina com a melhor venda em uma primeira semana em solo estadunidense. As respectivas faixas homônimas, "...Baby One More Time" e "Oops!... I Did It Again", obtiveram sucesso comercial e culminaram nas tabelas musicais de vários países. 
Spears apresentou uma imagem mais madura de sua personalidade em seus dois discos seguintes, Britney (2001) e In the Zone (2003), este último que contém a faixa de grande êxito comercial, "Toxic", considerada pela Rolling Stone uma das 500 melhores músicas de todos os tempos. Ela também se aventurou como atriz, estrelando o filme Crossroads (2002). Em 2006, as questões pessoais da artista começaram a ser bastante divulgadas pela mídia internacional e fez com que ela entrasse em hiato de seus planos fonográficos e cinematográficos. Seu quinto disco, Blackout (2007), embora tenha extraído o sucesso "Gimme More", obteve desempenho de vendas moderado. Seu comportamento errático e suas hospitalizações continuaram no ano seguinte, momento no qual ela foi colocada sob tutela e perdeu a guarda de seus dois filhos. 
Entretanto, Circus, lançado mundialmente em seu aniversário de 27 anos, provou ser um sucesso; o primeiro foco de promoção do projeto, "Womanizer", classificou-se como o segundo tema de sua carreira a culminar na Billboard Hot 100, o que fez com que a mídia considerasse que o sucesso de Spears estava "retornando". Em 2009 ela lançou "3", parte de seu segundo álbum de grandes êxitos The Singles Collection (2009), que tornou-se a sua primeira música a debutar no topo da tabela supracitada. O sétimo registro de estúdio da artista, Femme Fatale (2011), foi seu primeiro projeto a render três singles nas dez primeiras colocações da parada, nomeadamente "Hold It Against Me", "Till the World Ends" e "I Wanna Go". O primeiro citado tornou-se seu quarto single a liderar a Billboard Hot 100 e também estreou diretamente no posto. Contudo, seus dois últimos discos, Britney Jean (2013) e Glory (2016), obtiveram as menores vendagens de sua carreira. 
Desde o início de sua carreira, Spears foi estabilizada como um ícone pop e foi altamente creditada como a influenciadora do renascimento do teen pop durante o final dos anos 90. Ela tornou-se a artista adolescente com mais discos vendidos e conquistou diversos títulos honorários, como o de "Princesa do Pop". Seu trabalho rendeu-lhe diversos prêmios e reconhecimentos, incluindo um Grammy Award, seis MTV Video Music Awards — incluindo o Michael Jackson Video Vanguard Award, feito pela Lifetime Achievement Award e entregue a ela durante os MTV Video Music Awards de 2011 — e uma estrela na Calçada da Fama de Hollywood. A revista Billboard reconheceu Spears como a oitava artista com melhor desempenho em suas paradas na década de 2000. De acordo com a Nielsen SoundScan, ela foi a artista feminina que mais vendeu álbuns na década de 2000 nos Estados Unidos e a quinta no geral. O seu número de vendas totais é avaliado em mais de 150 milhões de unidades, o que a torna um dos recordistas em vendas de todos os tempos. A Billboard a reconheceu como a sexta maior estrela pop do período 2000-2024, com base em impacto cultural; o canal VH1 colocou-a na mesma posição ao listar as 100 maiores mulheres da música. Foi considerada pela Billboard a oitava maior entre os 100 melhores artistas da história dos vídeos musicais.

## Vida inicial
Britney Jean Spears nasceu em McComb, Mississippi no dia 2 de dezembro de 1981, sendo a segunda criança do casal Lynne Irene Bridges e James Parnell Spears. Sua avó materna, Lillian Portell, era inglesa (nascida em Londres), e um de seus tataravôs era maltês. Seus irmãos são Bryan James e Jamie Lynn. Aos três anos de idade, ela começou a fazer aulas de dança na cidade em que morava, Kentwood, Luisiana, e foi selecionada para apresentar-se como artista solo em um recital. Durante sua infância, ela também praticou aulas de canto e de ginástica, e venceu diversas competições estaduais e shows de talentos infantis. Spears fez a sua estreia nos palcos locais aos cinco anos, cantando "What Child Is This?" em sua formação no jardim de infância. Em uma entrevista, ela falou acerca de suas ambições quando criança: "Eu estava no meu próprio mundo. [...] Eu descobri o que queria fazer em uma idade precoce". Aos oito anos, ela e sua mãe viajaram para Atlanta, Geórgia, na intenção de fazer um teste para a produção do programa infantil The Mickey Mouse Club. O diretor de elenco Matt Casella rejeitou-a por ser muito jovem para fazer parte da série na época, mas enviou-a para Nacy Carson, uma agente de talentos de Nova Iorque. Carson ficou impressionada com os vocais de Spears e sugeriu que ela fosse matriculada na escola Professional Performing Arts School; pouco depois, Lynne e suas filhas se mudaram para uma sublocação em Nova Iorque. Spears foi contratada para o seu primeiro papel profissional como substituta da então protagonista Tina Denmark no musical Ruthless!. Ela também apareceu como concorrente no popular programa televisivo Star Search e participou de numerosos comerciais. Em dezembro de 1992, ela finalmente fez parte do The Mickey Mouse Club, mas retornou a Kentwood depois que o programa foi cancelado. A artista foi matriculada na Parklane Academy em McComb, Mississippi. Embora tenha feito amizades com grande parte de seus colegas de classe, ela comparou o colégio com "a cena inicial de Clueless com todos os cliques. [...] Eu estava muito entediada. Eu era a armadora do time de basquete. Tinha meu namorado, e fui aos bailes natalinos e formais. Mas eu queria mais". Quando adolescente, Spears foi diagnosticada com transtorno do déficit de atenção com hiperatividade, e teve de tomar remédios prescritos para se tratar.

"É muito raro ouvir alguém dessa idade que possa mostrar conteúdo emocional e apelo comercial. [...] Para qualquer artista, a motivação — o 'olho do tigre' — é extremamente importante. E Britney tinha isso".

—Jeff Fenster, vice-presidente sênior da A&R da Jive Records, falando acerca do teste de Spears para fazer parte da gravadora.
Em junho de 1997, Spears negociou com o empresário Lou Pearlman a sua entrada no grupo feminino de música pop Innosense. Lynne perguntou ao advogado e amigo da família Larry Rudolph acerca de sua opinião, e enviou-lhe um disco demo de Spears cantando uma música de Whitney Houston em um karaokê, juntamente com algumas fotos. Rudolph decidiu enviá-la para gravadoras e, portanto, ela precisava de uma fita demo profissional. Ela enviou a Spears uma canção de Toni Braxton sem uso; a cantora ensaiou por uma semana e gravou seus vocais em um estúdio fonográfico com um engenheiro de som. Posteriormente, ela viajou a Nova Iorque com o produto e encontrou-se com executivos de quatro editoras, retornando a Kentwood no mesmo dia. Três das gravadoras rejeitaram Spears, argumentando que o público queria bandas pop como os Backstreet Boys ou as Spice Girls, e que "não haveria outra Madonna, outra Debbie Gibson, ou outra Tiffanny". Duas semanas depois, executivos da Jive Records retornaram as ligações de Rudolph. Spears cantou "I Have Nothing", de Houston, durante o seu teste para entrar na gravadora, e acabou sendo contratada. Os executivos da empresa sugeriram que ela trabalhasse com o produtor Eric Foster White por um mês, que poderia trabalhar em seu alcance vocal por um mês; ele supostamente moldou sua voz de uma entrega "mais baixa e menos comum" para um tom "distinto e inconfundivelmente Britney". Após ouvir o material gravado, o presidente Clive Calder ordenou um álbum completo. A cantora inicialmente imaginava que gravaria músicas ao estilo "de Sheryl Crow, mas mais jovem; mais adulto contemporâneo", mas sentiu-se bem com a sugestão feita pela gravadora, uma vez que "fazia mais sentindo ir para o pop, pois eu posso dançar — [tem] mais a ver comigo". Ela voou para os Cheiron Studios em Estocolmo, Suécia. Lá, ela gravou metade do álbum entre março e abril de 1998, ao lado de produtores como Max Martin, Denniz PoP e Rami Yacoub.

## Carreira musical

### 1998–2000:...Baby One More TimeeOops!... I Did It Again
Depois de retornar aos Estados Unidos, Spears deu início a uma turnê promocional feita em shoppings para divulgar seu álbum de estreia, conhecida como Hair Zone Mall Tour. Os concertos eram constituídos por um repertório de quatro canções, e a artista era acompanhada por duas dançarinas de apoio. Posteriormente, ela serviu como um ato de abertura do grupo masculino 'N Sync. Seu primeiro disco, ...Baby One More Time, veio a ser distribuído em 12 de janeiro de 1999 e recebeu análises mistas da mídia especializada, debutando na primeira colocação da Billboard 200 com 121 mil unidades adquiridas. Mundialmente, o material culminou em tabelas musicais de mais de quinze nações e comercializou 10 milhões de cópias em um ano, tornando-se o disco mais vendido por uma artista adolescente em carreira solo. A faixa homônima foi lançada como o single inicial do projeto. A canção atingiu a liderança da tabela Billboard Hot 100 por duas semanas consecutivas e, mundialmente, obteve mais de 10 milhões de cópias vendidas, sendo um dos singles mais comprados de todos os tempos. No Reino Unido, liderou a UK Singles Chart por duas edições e tornou-se o single comercializado mais rapidamente por uma artista feminina, vendendo 460 mil unidades em seus primeiros dias de distribuição no território. Mais tarde, ...Baby One More Time concorreu à Melhor Performance Pop Vocal Feminina, durante a 42.ª edição dos Grammy Awards. Até a data, o álbum vendeu 30 milhões de unidades ao redor do mundo, tornando-se um dos mais adquiridos de todos os tempos. Além disso, é o disco de estreia mais vendido da história.

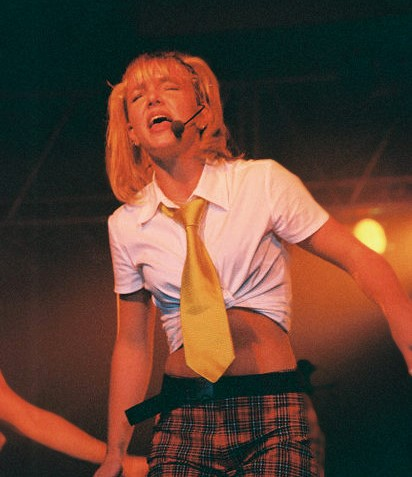
Spears apresentando "…Baby One More Time" durante a turnê Hair Zone Mall Tour (1999).

Spears foi capa da edição de abril de 1999 da revista musical Rolling Stone. A imagem caracterizou-a deitada em uma cama, vestindo um sutiã, uma bermuda e um top aberto. A American Family Asssociation (AFA) referiu-se à fotografia como "uma perturbadora mistura da inocência infantil e a sexualidade adulta" e pediu aos "americanos fiéis a Deus para boicotar lojas que vendem álbuns de Britney". A cantora respondeu ao comentário com a seguinte frase: "Qual é o grande problema? Tenho uma forte moral. (...) Eu farei novamente. Eu pensei que as imagens fossem boas. E eu estava cansada de ser comparada a Debbie Gibson e a todo esse bubblegum pop todos os dias". Pouco depois, ela anunciou publicamente que manteria sua virgindade até o seu casamento. Em 28 de junho seguinte, a cantora iniciou sua primeira turnê ...Baby One More Time Tour, na América do Norte. Embora tenha sido positivada por profissionais, causou controvérsia devido ao seu figurino "provocante". Em março de 2000, Spears estendeu a digressão sob o nome de Crazy 2K Tour. Ela estreou canções de seu então futuro álbum de estúdio durante alguns shows.
Em maio de 2000, foi lançado seu segundo disco Oops!... I Did It Again. O material obteve um estrondoso sucesso comercial, vendendo 1 milhão e 300 mil réplicas nos Estados Unidos em sua semana de lançamento; com isso, quebrou o recorde de maior número de vendas em uma única semana para um disco de uma artista feminina desde que a Nielsen SoundScan iniciou suas operações, em 1991. Adicionalmente, comercializou 20 milhões de exemplares a nível mundial, sendo o segundo disco de Spears a entrar na lista dos mais vendidos de todos os tempos. Rob Sheffield, da Rolling Stone, disse que "a melhor coisa em Oops!... [I Did It Again] – sob a superfície –, é a complexa demanda de Britney pela satisfação, feroz e francamente assustadora, fazendo dela uma verdadeira criança da tradição [do] rock and roll". O single inicial do trabalho, "Oops!... I Did It Again", liderou as tabelas australianas, neozelandesas e britânicas, além de diversos territórios europeus. O álbum e a composição foram, respectivamente, indicados nas categorias Melhor Álbum Pop Vocal e Melhor Performance Feminina Pop, durante a 42.ª edição dos Grammy Awards. Para promover o disco, a intérprete embarcou na digressão Oops!... I Did It Again Tour, que arrecadou 40.5 milhões de dólares; no mesmo ano, ela lançou seu primeiro livro, Britney Spears' Heart-to-Heart, co-escrito pela própria ao lado de sua mãe. Em 7 de setembro, apresentou-se na edição daquele ano dos MTV Video Music Awards. Ao longo da performance, ela tirou seu figurino preto para revelar uma roupa de cor transparente coberta por lantejoulas, seguida de uma coreografia com muitos passos de dança. Tal apresentação foi notada por críticos e pela imprensa internacional como o "momento em que Spears mostrou sinais de se tornar uma artista mais provocante". Com a alta especulação da mídia, ela confirmou que estava em um relacionamento com Justin Timberlake, membro do 'N Sync.

### 2001–02:Britneye estreia cinematográfica

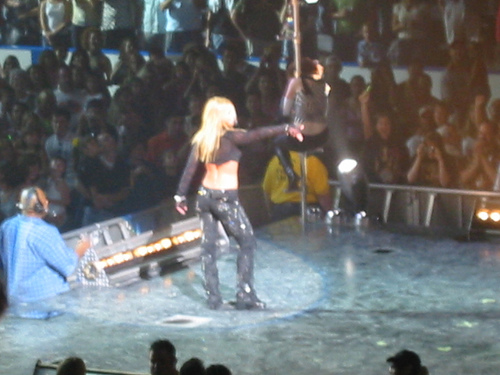
Spears apresentando "(You Drive Me) Crazy" na Dream Within a Dream Tour.

Em fevereiro de 2001, Spears assinou um contrato promocional em um valor estimado entre 7 e 8 milhões de dólares, e lançou outro livro co-escrito com sua mãe, intitulado A Mother's Gift. Enquanto estava na turnê Oops!... I Did It Again Tour, a cantora sentiu-se inspirada por artistas de hip hop, como Jay-Z e The Neptunes, e decidiu incorporar elementos funk em seu projeto seguinte. O material, intitulado Britney, veio a ser distribuído em novembro de 2001 e debutou na primeira colocação da Billboard 200 com 745 mil cópias vendidas, listando-se nos cinco melhores postos em diversas tabelas europeias e comercializando 12 milhões de unidades mundialmente. Stephen Thomas Erlewine, da página musical Allmusic, descreveu Britney como "o disco onde ela se esforça para aprofundar sua personalidade, tornando-o mais adulto enquanto ainda [transforma] Britney reconhecidamente. (...) Ele soa como o trabalho de uma estrela que encontrou e refinou sua voz, resultando em seu melhor disco até a data". O projeto foi indicado nas categorias de Melhor Álbum Vocal de Pop e Melhor Performance Feminina Pop — esta última para "Overprotected" — e fez parte da lista dos 100 melhores álbuns dos últimos 25 anos, publicado pela Entertainment Weekly em 2008. A primeira faixa de trabalho do álbum, "I'm a Slave 4 U", atingiu as dez melhores posições em diversos países ao redor do mundo, como a Austrália e o Reino Unido.
A performance de "I'm a Slave 4 U" nos MTV Video Music Awards de 2001 apresentou Spears enjaulada ao lado de um tigre e com uma grande cobra da espécie python albina enrolada em seus ombros. A apresentação recebeu diversas críticas pela organização People for the Ethical Treatment of Animals (PETA), que reivindicou que os animais foram maltratados e descartou planos para um outdoor contra o uso de peles de animais para a fabricação de roupas, no qual a cantora participaria. Para divulgar o disco, Spears iniciou a digressão Dream Within a Dream Tour. Os concertos receberam análises positivas por suas inovações técnicas, o fato de a pièce de résistance ser uma tela aquática que bombeava duas toneladas de água no palco. A turnê arrecadou 43.7 milhões de dólares, sendo posicionada na segunda colocação entre as excursões femininas com maior arrecadação em 2002, apenas atrás da Living Proof: The Farewell Tour, de Cher. O sucesso da carreira da cantora foi destacado pela revista Forbes, com ela tornando-se a celebridade mais poderosa do mundo daquele ano. Em fevereiro de 2002, estreou o filme Crossroads, no qual ela fez a protagonista Lucy. Apesar de a produção ter sido altamente negativada, alguns analistas prezaram a atuação de Spears. Para a produção do filme, foram gastos 11 milhões de dólares; contudo, Crossroads acabou arrecadando 7 milhões de dólares a nível mundial.
Em junho, Spears abriu seu primeiro restaurante, Nyla, na cidade de Nova Iorque, mas o fechou cinco meses depois, citando "má gestão" e "falha de gestão para mantê-lo totalmente informado". Em julho, a intérprete anunciou que tiraria uma pausa de seis meses de sua careira; contudo, ela retornou aos seus planos fonográficos em novembro, dando início ao desenvolvimento de seu disco seguinte. Nesse período, a relação da cantora com Timberlake terminou após três anos. No mês de dezembro, ele lançou a canção "Cry Me a River" como o segundo foco de promoção de seu álbum de estreia em carreira solo, Justified (2002). O vídeo musical apresentou uma modelo com um estilo parecido ao da artista, iniciando rumores de que ela teria sido infiel a ele. Como resposta, Britney escreveu a balada "Everytime" com sua vocalista de apoio Annet Artani, com quem iniciou uma amizade durante a turnê Dream Within a Dream Tour. Ainda em 2002, Fred Durst, vocalista da banda Limp Bizkit, disse que estava relacionando-se com a cantora. Entretanto, ela negou tais alegações. Em uma entrevista feita em 2009, Durst explicou: "Eu apenas acho que, na época, era um tabu para um cara como eu estar associado com uma garota como ela". Em 2003, Britney e Christina Aguilera abriram a vigésima cerimônia dos MTV Video Music Awards com uma regravação de "Like a Virgin", de Madonna. Spears surgiu através de uma plataforma contida em um bolo de casamento gigante vestida de noiva, onde cantou os primeiros versos da canção; Aguilera, por sua vez, apareceu por trás da estrutura e continuou as linhas da composição, usando o mesmo figurino. Após a performance, Madonna surgiu no bolo de casamento caracterizada como um noivo e interpretou "Hollywood", canção de seu nono disco American Life (2003). Posteriormente, as três dançaram no palco ao som da canção, e Madonna beijou Spears e Aguilera na boca. Apesar de ter sido altamente controverso e noticiado em diversos meios de comunicação, a revista Blender classificou a performance como um dos vinte e cinco momentos mais sensuais da história televisiva, e a MTV, emissora responsável pelo evento, listou a apresentação como o melhor número de abertura da história da premiação.

### 2003–05:In the Zonee casamentos
"Eu não sou do tipo de pessoa que coloca a culpa em outras, mas eu sinto que algumas coisas que foram feitas para mim nunca estiveram em meus melhores interesses. Olhando para trás, sinto agora que no meu quarto álbum 'menos é mais' deveria ter sido o caminho a percorrer".

—Spears refletindo sobre In the Zone em novembro de 2004.
Apesar de o desenvolvimento do disco ter iniciado-se em novembro de 2002, as suas gravações começaram apenas em 2003. O produto final, In the Zone foi editado em novembro de 2003 sob análises geralmente positivas, debutando no topo da Billboard 200 com 609 mil unidades adquiridas; este feito fez dela a primeira artista feminina na era da Nielsen SoundScan a classificar seus quatro primeiros trabalhos de estúdio no cume da tabela supracitada. Além disso, In the Zone listou-se nas dez primeiras posições na Bélgica, na Dinamarca, nos Países Baixos e na Suécia, comercializando 10 milhões de exemplares mundialmente e rendendo o single "Toxic", que foi a faixa de trabalho mais bem sucedida do disco e concedeu a Britney seu primeiro Grammy Award, entregue na cerimônia de 2005 na categoria Melhor Gravação Dance. Neste disco, ela assumiu mais controle criativo, sendo listada como compositora e produtora. In the Zone tem sido observado por apresentar uma imagem mais pessoal e sensual da artista; a publicação Vibe definiu-o como "um disco dance supremamente confidente que também ilustra o desenvolvimento de Spears como compositora"; Amy Schriefer, da NPR, listou o álbum como uma das 50 gravações mais importantes da década, avaliando-o como uma "cartilha do som pop nos anos 2000" e adicionando que "a história da década do pop impecavelmente artesanal está escrito no corpo de seu trabalho"; e a autora Julie Andsager, em uma análise sobre os conteúdos sexuais exibidos na mídia, feita para o seu livro Sex in cosumer culture (2006), afirmou que os vídeos musicais de In the Zone apresentaram uma Spears diferente, e explicou que "[a cantora] talvez tenha levado sua sexualidade ao extremo — ao menos para a rede de televisão — aos seus 22 anos.

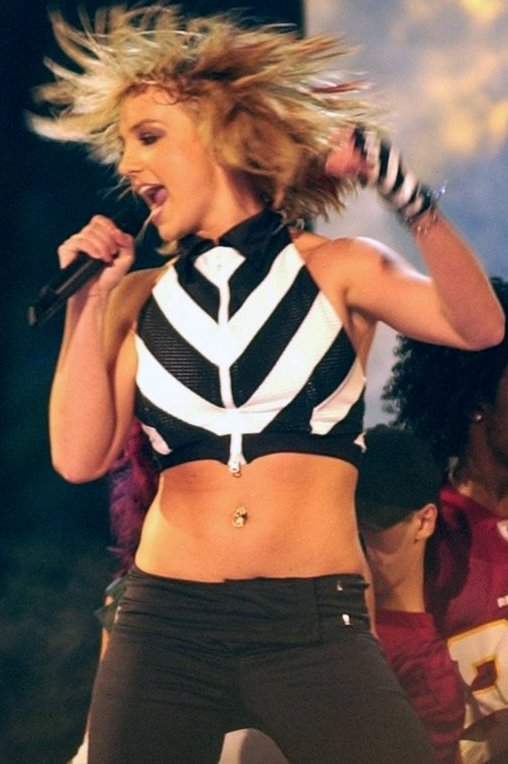
Spears interpretando "Me Against the Music" (2001), durante o NFL Kickoff Live de 2003.

Em janeiro de 2004, a cantora se casou com o amigo de infância Jason Allen Alexander, na The Little White Wedding Chapel, em Las Vegas, Nevada. O matrimônio foi anulado 55 horas depois, seguido de uma petição ao tribunal, que argumentou que ela "carecia de compreensão de suas atitudes". Em março embarcou na The Onyx Hotel Tour, em apoio à In the Zone. Em junho, Spears caiu e machucou o joelho esquerdo durante a gravação do vídeo musical de "Outrageous", sendo submetida a uma cirurgia artroscópica. Foi forçada a permanecer seis semanas com uma faixa elástica na coxa, seguido por oito a doze semanas de reabilitação, o que causou a descontinuidade da The Onyx Hotel Tour. Ela se envolveu com a cabala através de sua amizade com Madonna. Em julho, ficou noiva do dançarino Kevin Federline, com quem estava tendo um relacionamento há três meses. O romance recebeu uma atenção intensa da mídia, uma vez que Federline havia recentemente terminado com a atriz Shar Jackson, que ainda estava grávida de seu segundo filho no momento. Os estágios de seu relacionamento foram narrados no primeiro reality show Britney & Kevin: Chaotic. A cantora, anos mais mais tarde, se referiu ao programa como "provavelmente a pior coisa que fiz na minha carreira". Eles realizaram uma cerimônia de casamento em 18 de setembro, mas não foram legalmente casados até três semanas depois, em 6 de outubro, devido a um atraso na finalização do acordo pré-nupcial do casal. Pouco depois, ela lançou sua primeira fragrância, com a empresária Elizabeth Arden, Curious, que quebrou um recorde de faturamento em uma primeira semana para um perfume. Em outubro, a artista anunciou uma pausa na carreira para se dedicar a família.
Greatest Hits: My Prerogative, sua primeira coletânea musical de grandes êxitos, foi lançada em novembro. A versão de Spears para "My Prerogative", de Bobby Brown, foi liberada como primeiro single do disco, alcançando o topo das paradas na Finlândia, Irlanda, Itália e Noruega. O segundo, "Do Somethin'", esteve entre os dez postos nas paradas da Austrália, Reino Unido e outros países do continente europeu. O álbum vendeu mais de cinco milhões de cópias em todo o mundo. Em setembro de 2005, Spears deu à luz seu primeiro filho, um menino batizado de Sean. Em novembro de 2005, ela lança seu primeiro álbum de remixes, B in the Mix: The Remixes, que consiste em onze faixas. O material vendeu mais de um milhão de cópias em todo o mundo.

### 2006–07: Problemas pessoais eBlackout

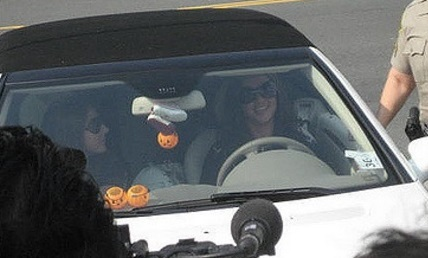
Spears saindo do tribunal cercada por paparazzis, em outubro de 2007.

Em fevereiro de 2006, vieram à tona imagens de Spears dirigindo seu carro com seu filho Sean, sentando no colo, em vez de estar numa cadeirinha. Ativistas defensores do direito das crianças ficaram horrorizados com as fotos da cantora segurando o volante com uma mão e Sean com a outra. Spears atribuiu a situação a um encontro assustador com paparazzis e que foi um erro da parte dela. No mês seguinte, foi convidada a estrelar o episódio Buy, Buy Baby, do sitcom Will & Grace, interpretando a lésbica enrustida Amber Louise. Em junho, anunciou que havia deixado de estudar a cabala, explicando: "meu bebê é minha religião". Dois meses depois, Spears posou nua para a capa da Harper's Bazaar. A imagem foi fortemente comparada com a capa da atriz Demi Moore para a Vanity Fair, em agosto de 1991. Em setembro de 2006, ela deu à luz ao seu segundo filho, Jayden James. Em novembro, a cantora pediu o divórcio de Federline, citando diferenças irreconciliáveis. O processo foi finalizado em julho de 2007, quando o casal chegou a um acordo e concordaram em compartilhar a custódia conjunta de seus filhos.
A tia de Spears, Sandra Bridges Covington, com quem ela tinha sido muito próxima, morreu de câncer de ovário em janeiro de 2007. Em fevereiro, Spears foi hospedada em um centro de reabilitação para dependentes químicos em Antigua por menos de um dia. Na noite seguinte, ela raspou a cabeça com uma máquina elétrica de cortar cabelo num salão de cabeleireiro em Tarzana, Los Angeles. A cantora admitiu-se a outros centros de tratamento durante as semanas seguintes. Em maio, ela produziu uma série de concertos promocionais para a casa de espetáculos House of Blues, intitulada The M+M's Tour. Em outubro, perdeu a custódia de seus dois filhos para Federline. As razões da decisão do tribunal não foram reveladas ao público. Spears também foi processada pela marca de bolsas Louis Vuitton por causa do vídeo musical de "Do Somethin'" por estofar o interior de seu Hummer, com tecido de flor de cerejeira falsificado, se fazendo passar por um original da empresa, o que resultou no banimento do vídeo em redes de televisão da Europa.
Em outubro de 2007, chegou às lojas o quinto álbum de estúdio da artista, Blackout. Comercialmente, estreou no topo das paradas do Canadá e na Irlanda, além da França, Japão, México e o Reino Unido e as dez primeiras entradas na Austrália, Coreia do Sul, Nova Zelândia e diversos países europeus. Nos Estados Unidos, conseguiu o segundo lugar na Billboard 200; com isso, Spears se tornou a única artista feminina a ter seus cinco álbuns de estúdio entre as duas primeiras colocações da tabela. O projeto recebeu avaliações positivas dos críticos especializados e já vendeu mais de 3 milhões de cópias em todo o mundo. Blackout venceu a categoria "Álbum do Ano" nos MTV Europe Music Awards 2008 e foi listado como o quinto Melhor Álbum Pop da Década pela The Times. Spears apresentou o primeiro single "Gimme More", na edição de 2007 do MTV Video Music Awards, realizada em setembro. A apresentação foi muito negativada por diversos críticos. Apesar das críticas, a canção obteve sucesso comercial em todo o mundo, chegando ao número um no Canadá e nos dez primeiros lugares em quase todas as tabelas musicais que pontuou, incluindo os Estados Unidos. O segundo single "Piece of Me" alcançou o topo das paradas na Irlanda e os cinco primeiros postos na Austrália, Canadá, Dinamarca, Nova Zelândia e Reino Unido. O terceiro, "Break the Ice" foi lançado no ano seguinte e teve um sucesso moderado devido à Spears não ser capaz de promovê-lo corretamente. Em dezembro de 2007, a cantora iniciou um envolvimento amoroso com o paparazzo Adnan Ghalib.

### 2008–10:Circuse retorno ao sucesso comercial

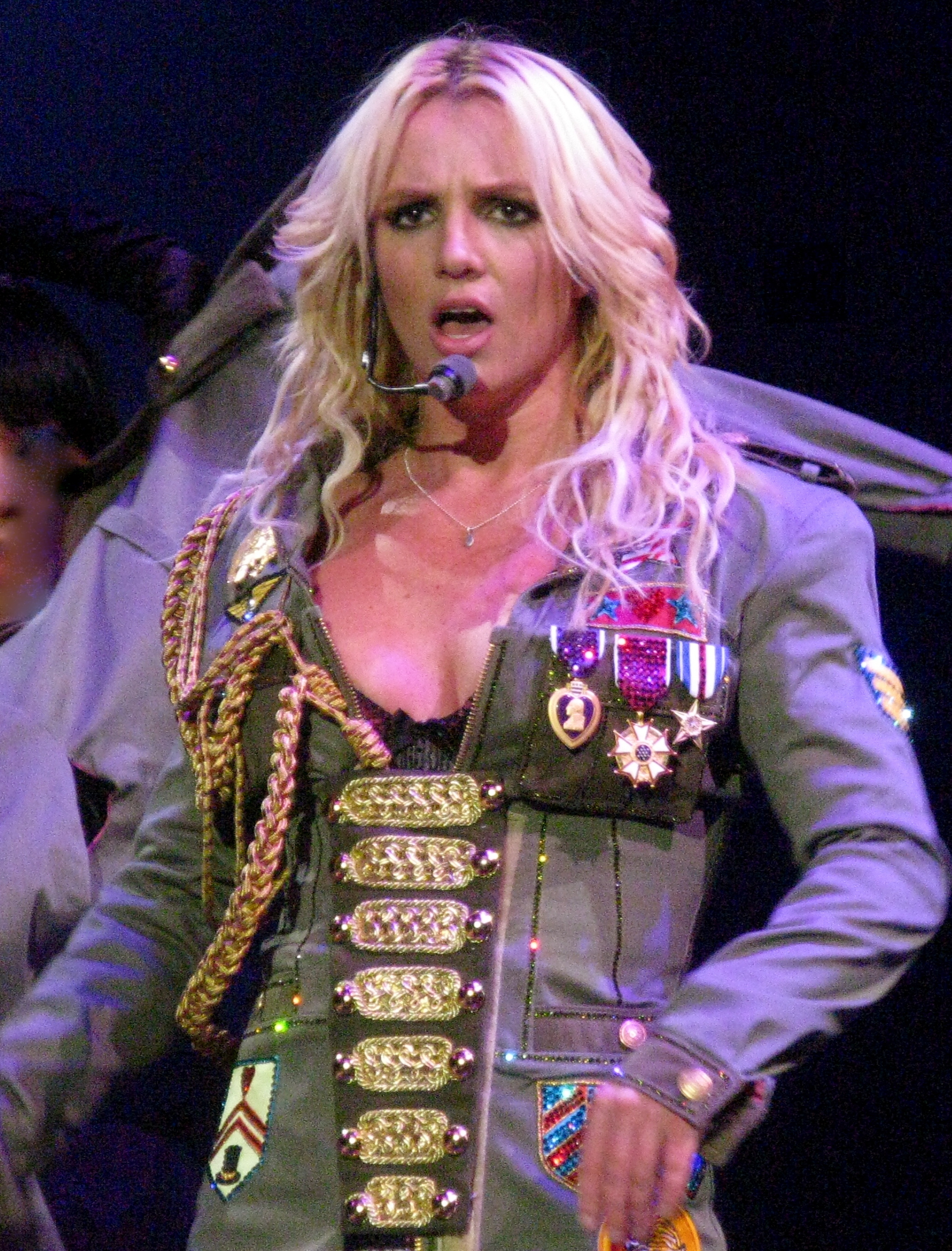
Spears apresentando-se na The Circus Starring Britney Spears (2009).

Em janeiro de 2008, Spears se recusou a abrir mão da guarda de seus filhos aos representantes de Federline. Ela foi hospitalizada no Cedars-Sinai Medical Center, após a polícia chegar em sua casa e notar que ela parecia estar sob a influência de uma substância ilícita. No dia seguinte, os direitos de visita da cantora ao seus filhos foram suspensos numa audiência de emergência, e foram concedidos a Federline a custódia física e legal dos meninos. No final do mês, ela foi colocada em uma detenção psiquiátrica involuntária no Ronald Reagan UCLA Medical Center. Em fevereiro, seu pai Jamie entrou com uma ação de curatela temporária, concedendo a ele e ao advogado Andrew Wallet o controle temporário sobre a vida pessoal e profissional da cantora.
No mês seguinte, Spears co-estrelou a sitcom How I Met Your Mother, no episódio Ten Sessions, como a recepcionista Abby. Ela recebeu críticas positivas por sua atuação, bem como por trazer à série suas maiores audiências de todos os tempos. Em julho, Spears recuperou alguns direitos de visita depois de chegar a um acordo com Federline e seu advogado. Em setembro, a cantora abriu a cerimônia daquele ano, dos MTV Video Music Awards, com uma esquete de comédia pré-gravada com Jonah Hill e um discurso de introdução. Ela venceu o prêmio de Melhor Vídeo Feminino, Melhor Vídeo Pop e Vídeo do Ano por "Piece of Me". Um documentário introspectivo de 60 minutos, intitulado Britney: For the Record, foi produzido para narrar o retorno da cantora à indústria fonográfica. Dirigido por Phil Griffin, For the Record foi filmado em Beverly Hills, Hollywood, e em Nova Iorque durante o terceiro trimestre de 2008. O documentário foi transmitido pela MTV para 5,6 milhões de espectadores em duas exibições na noite de estreia. Foi a audiência mais alta numa noite de domingo na história da rede.
Em dezembro de 2008, é lançado o sexto álbum de estúdio da artista, intitulado Circus. A obra recebeu avaliações positivas dos críticos especializados e estreou no topo da tabela do Canadá e República Checa, e ficou dentro dos dez primeiros lugares em diversos países europeus. Nos Estados Unidos, Spears se tornou a artista feminina mais jovem a estrear cinco álbuns no número um, ganhando um lugar no Guinness World Records. Ela também se tornou a única artista na era Soundscan a ter quatro álbuns com 500 mil ou mais unidades vendidas na primeira semana. Foi um dos mais comprados do ano, e já vendeu mais de 4 milhões de cópias em todo o mundo. O primeiro single divulgado, "Womanizer", tornou-se a primeira faixa de Spears, desde "...Baby One More Time", a alcançar o topo da Billboard Hot 100. Ao redor do mundo, liderou as paradas da Bélgica, Canadá, Dinamarca, Finlândia, França, Noruega e Suécia. Recebeu uma indicação a Melhor Gravação de Dance durante a 52.ª edição dos Grammy Awards.
Em janeiro de 2009, Spears e seu pai James obtiveram uma ordem de restrição contra o seu ex-empresário Sam Lutfi, o ex-namorado Adnan Ghalib e o advogado Jon Eardley: os quais, afirmam os documentos do tribunal, que foram acusados de conspirar para obter o controle dos negócios da cantora. A ordem de restrição proíbe Lutfi e Ghalib de entrar em contato com ela ou chegar a menos de 229 metros de distância, tanto dela quanto de sua propriedade ou de membros de sua família. Spears embarcou na The Circus Starring Britney Spears, em março de 2009. Com um faturamento de 131,8 milhões de dólares somente nos Estados Unidos, tornou-se a 5.ª maior bilheteria do ano. Em novembro, ela lança seu segundo álbum de grandes êxitos, The Singles Collection. O primeiro e único single do disco, "3", tornou-se sua terceira canção a liderar a Billboard Hot 100. Em maio de 2010, os representantes da cantora confirmam que ela estava namorando seu agente Jason Trawick e que, ambos, tinham decidido terminar seu relacionamento profissional para concentrar-se em seu relacionamento pessoal. Spears desenhou uma linha de roupas em edição limitada para a Candie's, que chegou às lojas em julho de 2010. Em setembro, ela fez uma aparição no seriado Glee, durante um episódio temático em sua homenagem, intitulado Britney/Brittany. O capítulo conseguiu uma das maiores audiências do programa.

### 2011–12:Femme FataleeThe X Factor

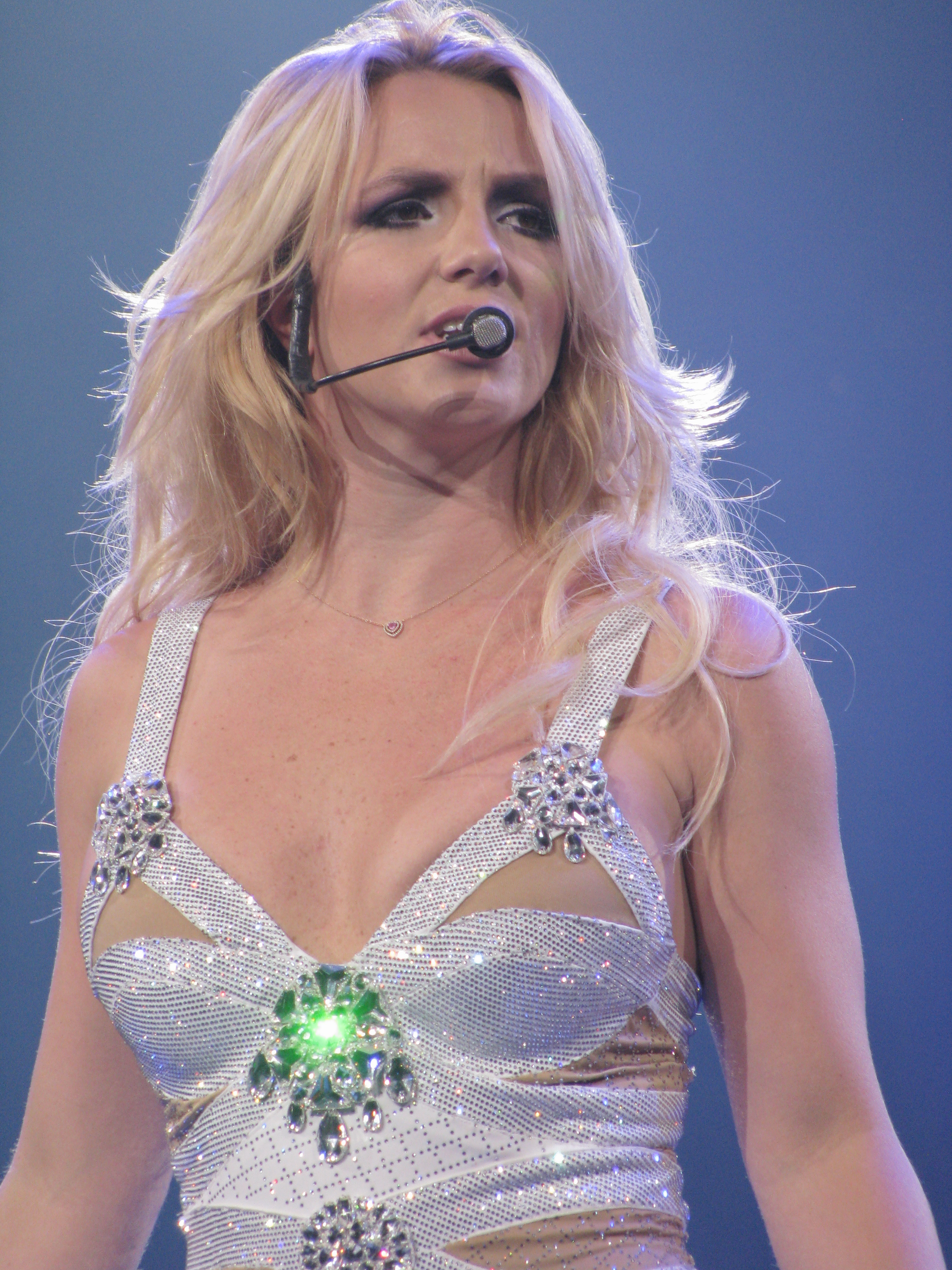
Spears apresentando-se na Femme Fatale Tour, em julho de 2011.

Em março de 2011, Spears lançou seu sétimo álbum de estúdio, Femme Fatale. O projeto alcançou a posição máxima na parada do Canadá e da Austrália, e ficou entre os dez primeiros em quase todas as outras tabelas em que entrou. Nos Estados Unidos, igualou sua intérprete a Mariah Carey e Janet Jackson como as mulheres que mais estrearam álbuns no topo da Billboard 200 até então. O material já vendeu mais de um milhão de unidades em terras estadunidenses e mais de 2 milhões e 200 mil cópias em todo o mundo, e foi certificado como platina pela RIAA. O primeiro single do disco, "Hold It Against Me", estreou na primeira colocação da Billboard Hot 100, tornando-se a quarta canção de Spears no posto e fazendo dela a segunda artista na história a ter duas músicas consecutivas a debutar no cume, depois de Carey. O segundo foco de promoção, "Till the World Ends", atingiu a posição de número três na Billboard Hot 100 em maio, enquanto o terceiro single "I Wanna Go" atingiu o número sete em agosto. Com isso, Femme Fatale se tornou o primeiro álbum de Spears em que três de suas canções atingiram os dez primeiros postos da tabela. O quarto e último single, "Criminal", foi lançado em setembro de 2011. O videoclipe da faixa causou controvérsia após políticos britânicos criticarem a cantora pelo uso de réplicas de armas de fogo durante as filmagens em uma área de Londres, que tinha sido gravemente afetada pelos tumultos na Inglaterra daquele ano. Representantes de Spears responderam brevemente, afirmando: "O vídeo é uma história de fantasia que caracteriza o namorado de Britney, Jason Trawick, que literalmente joga fora a letra de uma canção escrita três anos antes dos motins acontecerem." Em abril de 2011, a artista apareceu em um remix de "S&M", uma canção de Rihanna, originalmente gravada para o álbum Loud (2010). Nos Estados Unidos, deu à Spears seu quinto número um na Billboard Hot 100. Numa lista de fim-de-ano da mesma revista, a cantora foi colocada no número catorze entre os Artistas do Ano, trinta e dois na de artistas da Billboard 200 e dez na de artistas da Billboard Hot 100.
Em junho de 2011, Spears embarca na Femme Fatale Tour. Os primeiros dez dias arrecadaram 6,2 milhões de dólares, fazendo-a posicionar-se na 55.ª colocação entre as cem maiores turnês norte-americanas na metade do ano, de acordo com a Pollstar. A digressão encerrou em 10 de dezembro de 2011, em Porto Rico, totalizando 79 apresentações. Um DVD do espetáculo foi lançado em novembro. Em agosto de 2011, Spears recebeu o Michael Jackson Video Vanguard Award, na edição daquele ano, dos MTV Video Music Awards. No mês seguinte, ela lança seu segundo álbum de remixes, B in the Mix: The Remixes Vol. 2. Em dezembro, Spears fica noiva de seu namorado de longa data Jason Trawick, que tinha sido anteriormente seu agente. Trawick tornou-se um co-tutor da cantora, ao lado de seu pai, em abril de 2012. Em janeiro de 2013, Spears e Trawick terminaram seu noivado. Ele também deixou de ser co-tutor dela, restaurando seu pai como o único na função.
Em maio de 2012, Spears foi contratada para substituir Nicole Scherzinger como jurada da segunda temporada da versão americana do The X Factor, junto com Simon Cowell, L.A. Reid e sua nova companheira de júri Demi Lovato, que substituiu Paula Abdul. Com um salário informado em 15 milhões de dólares, ela tornou-se a jurada mais bem paga em um reality show musical na história da televisão. A cantora foi orientadora da categoria Teens; seu ato final, Carly Rose Sonenclar, foi nomeado o vice-campeão da temporada. Contudo, ela não retornou para a terceira temporada do reality e seu lugar foi ocupado por Kelly Rowland. Spears foi destaque no single, "Scream & Shout", de will.i.am, gravado para #willpower; o quarto álbum de estúdio dele. Mais tarde, a canção se tornou o sexto single número um da cantora no UK Singles Chart e alcançou a terceira posição na Billboard Hot 100. Em dezembro, a revista Forbes nomeou-a como a mulher mais bem paga na música em 2012, com lucros estimados em 58 milhões de dólares.

### 2013–16: Residência em Las Vegas,Britney JeaneGlory

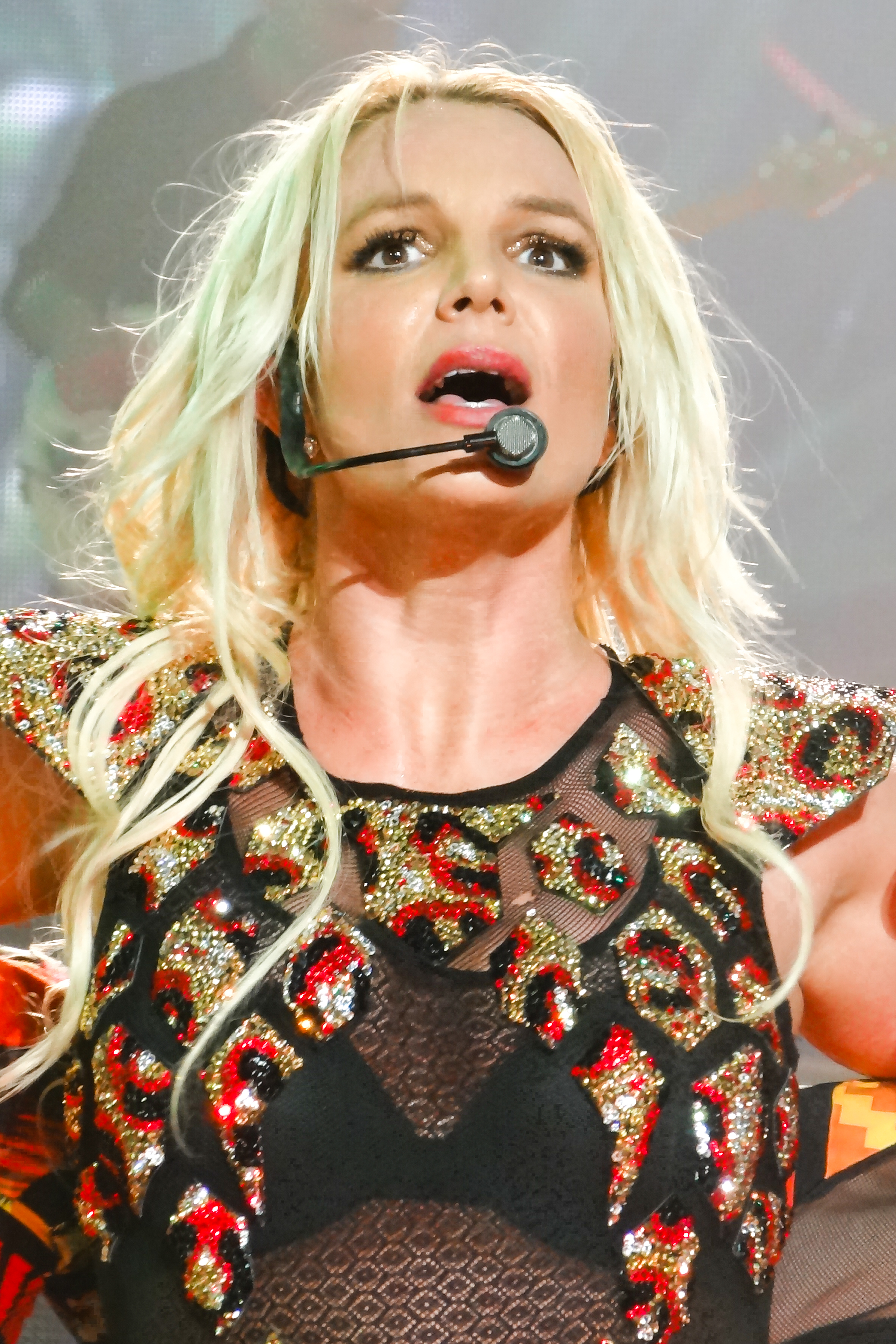
Spears se apresentando em sua residência em Las Vegas, Britney: Piece of Me (2014).

Spears começou a trabalhar no seu oitavo álbum de estúdio, Britney Jean, em dezembro de 2012, e recrutou will.i.am como o produtor executivo em maio de 2013. Em 17 de setembro de 2013, ela apareceu no programa Good Morning America para anunciar seu concerto de residência de dois anos, no Planet Hollywood Resort and Casino em Las Vegas, intitulada Britney: Piece of Me. Os shows iniciaram-se em 27 de dezembro. Durante a mesma participação, Spears anunciou que Britney Jean seria lançado em 3 de dezembro, nos Estados Unidos. Foi distribuído através da RCA Records, devido à dissolução da Jive Records, em 2011. Tornou-se o projeto final da cantora sob seu contrato original de gravação com a RCA, que tem garantido o lançamento de oito álbuns de estúdio. O material recebeu uma baixa quantidade de promoção e teve pouco impacto comercial, aparentemente devido a obrigações contratuais para a residência em Las Vegas. Em consequência, debutou na quarta colocação da Billboard 200 com uma venda de  107 mil cópias na semana inicial, tornando-se a sua estreia mais fraca na tabela, também sendo seu álbum menos vendido nos Estados Unidos até então. "Work Bitch" foi lançado como o primeiro single de Britney Jean, em 16 de setembro, um dia mais cedo do que o esperado depois de ser vazada na internet. A canção estreou no número doze na Billboard Hot 100, marcando a 31ª canção da intérprete na tabela e a quinta maior estreia de sua carreira, e seu sétimo entre as vinte primeiras posições. A faixa estreou e atingiu o número 76 na Billboard Hot 100. Durante a produção de Britney Jean, Spears gravou a canção "Ooh La La" para a trilha sonora do filme The Smurfs 2 lançado ainda em 2013. Em outubro, ela foi apresentada como vocalista convidada em "SMS (Bangerz)", canção de Miley Cyrus, inclusa em seu terceiro álbum de estúdio Bangerz.
Em agosto de 2014, Spears confirmou que ela tinha renovado seu contrato com a RCA, e que estava escrevendo e gravando novas músicas para seu próximo álbum. Em 25 de setembro, ela confirmou no programa britânico Good Morning Britain que havia estendido seu contrato com a The AXIS e Planet Hollywood Resort & Casino, para continuar com a Britney: Piece Of Me por mais dois anos. Em março de 2015, foi confirmada pela revista People que Spears iria lançar um novo single, "Pretty Girls", com Iggy Azalea, em 4 de maio de 2015. A canção estreou no número 29 da Billboard Hot 100 e teve desempenho moderado em territórios internacionais. Em 16 de junho de 2015, Giorgio Moroder lançou seu álbum, 'Déjà Vu, que contou com Spears na música "Tom's Diner". Em novembro, a cantora foi convidada a estrelar uma versão fictícia de si mesma na em Jane the Virgin, do canal The CW. Na série, ela dançou a canção "Toxic" com a personagem de Gina Rodriguez.
Em 2016, Spears confirmou através das redes sociais que tinha começado a gravar seu nono álbum de estúdio. Em maio, foi lançado um casual jogo de RPG eletrônico intitulado Britney Spears: American Dream. O aplicativo, criado pela Glu Mobile, foi disponibilizado para dispositivos iOS e Google Play. Em 22 de maio, ela apresentou um medley de suas canções na abertura da edição daquele ano nos Billboard Music Awards. Além da abertura, foi premiada com o Billboard Millennium Award. Em 15 de julho, lançou o single "Make Me...", para seu nono álbum de estúdio, com a participação do rapper G-Eazy. Em 29 de agosto, Spears lançou oficialmente Glory, cujo desempenho comercial não foi o mesmo dos trabalhos anteriores da intérprete; apesar de alcançar o segundo lugar no Reino Unido, teve o terceiro posto como a sua melhor posição nos Estados Unidos.

### 2017–presente: Disputa de curatela e aposentadoria
Em 4 de janeiro de 2019, Spears anunciou um hiato por tempo indeterminado e o cancelamento de sua residência em Las Vegas, citando a grave doença de seu pai, Jamie Spears. Em março, Andrew Wallet renunciou ao cargo de co-conservador de seu patrimônio após 11 anos. A cantora entrou em uma clínica psiquiátrica em meio ao estresse da doença de seu pai naquele mesmo mês. No mês seguinte, um podcast de fãs, nomeado Britney's Gram, divulgou uma mensagem de voz de uma fonte que afirmava ser um ex-membro da equipe jurídica de Spears. Eles alegaram que Jamie havia cancelado a residência planejada devido à recusa da cantor em tomar sua medicação, que ele a estava mantendo na clínica contra sua vontade desde janeiro de 2019, depois que ela violou uma regra que a proibia de dirigir, e que sua tutela deveria ter terminado em 2009. As alegações deram origem a um movimento para encerrar a curatela, intitulado #FreeBritney. Ele atraiu a atenção de várias celebridades, incluindo Cher, Paris Hilton e Miley Cyrus, bem como da organização sem fins lucrativos American Civil Liberties Union. Fãs protestaram do lado de fora do West Hollywood City Hall, e exigiram a liberação da cantora da clínica em 22 de abril. Spears disse que "tudo [estava] bem" dois dias depois e foi liberada da internação no final daquele mês. Durante uma audiência em maio, a juíza Brenda Penny ordenou uma avaliação profissional da curatela. Em setembro, o ex-marido de Spears, Federline, obteve uma ordem de restrição contra o pai dela, Jamie, após uma suposta agressão física entre Jamie e um de seus filhos. A gerente de cuidados de longa data de Spears, Jodi Montgomery, substituiu temporariamente o pai da artista como sua curadora pessoal naquele mesmo mês, quando também ocorreu uma audiência onde nenhuma decisão sobre o acordo foi alcançada.

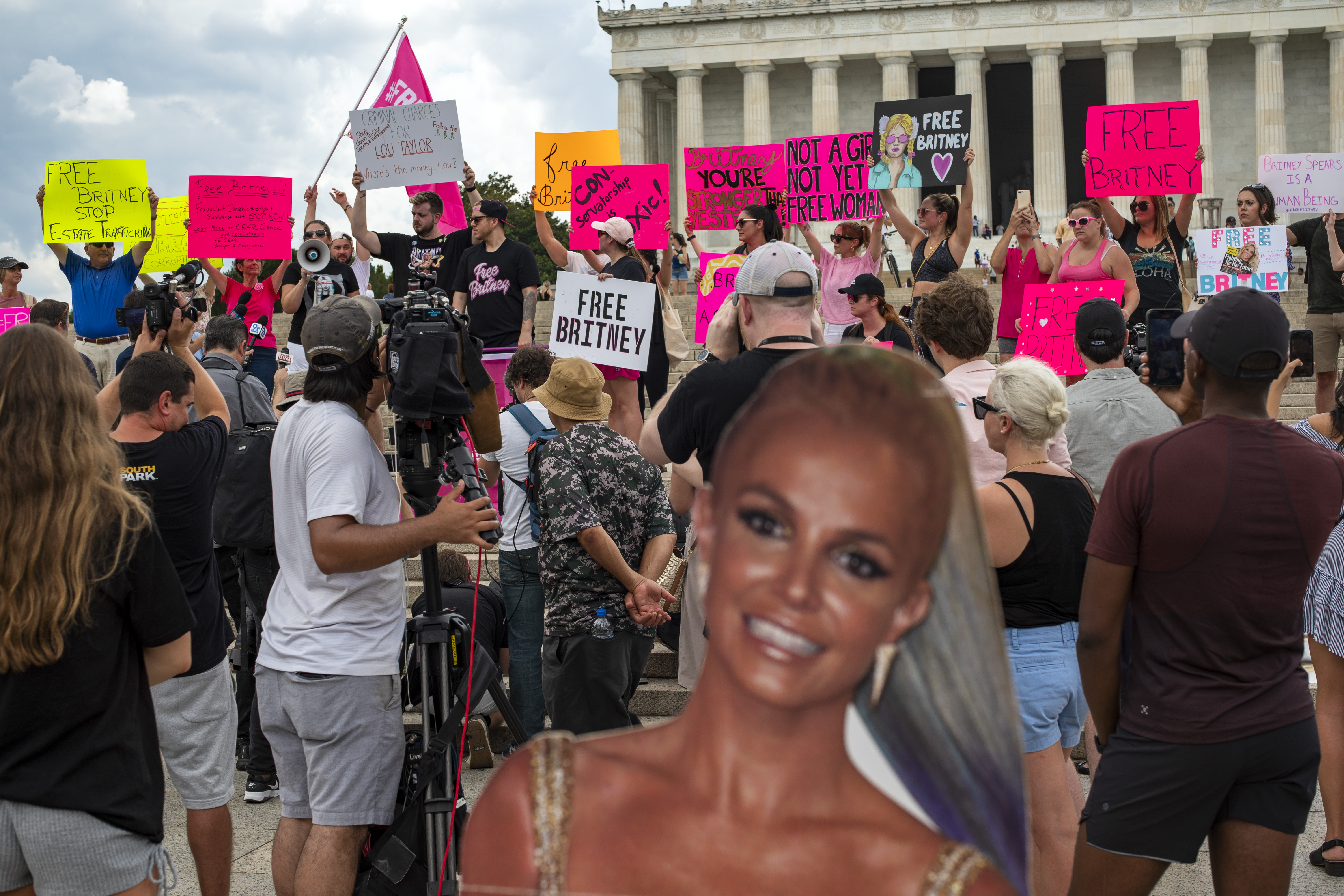
Uma multidão de apoiadores de Spears segura cartazes para a mídia em frente ao Lincoln Memorial. Uma Britney de papelão está em primeiro plano.

Um museu pop-up interativo dedicado a Spears foi inaugurado em Los Angeles em fevereiro de 2020. Foi lançada a faixa bônus da edição japonesa de Glory, "Mood Ring", bem como uma nova capa do álbum para streaming e plataformas digitais em maio de 2020. Em agosto, Jamie chamou o Movimento Free Britney de "piada" e seus organizadores de "teóricos da conspiração". Em 17 de agosto, o advogado de Spears nomeado pelo tribunal, Samuel D. Ingham III, apresentou uma ação judicial que documentava o desejo dela de alterar sua tutela para refletir seus desejos, bem como seu estilo de vida, para instituir Montgomery como sua curadora pessoal permanente, e para substituir Jamie por um fiduciário como curador de sua propriedade. Quatro dias depois, Penny estendeu o acordo estabelecido até fevereiro de 2021. Em novembro, Penny aprovou o escritório Bessemer Trust como co-tutor do patrimônio de Spears ao lado de Jamie. Um documentário sobre a carreira e a curatela da artista, Framing Britney Spears, estreou na FX em fevereiro de 2021. Ela mais tarde revelou que tinha visto partes do documentário, afirmando que se sentiu humilhada pela percepção que foi apresentada sobre si e que "chorou por duas semanas" após a transmissão inicial. No mês seguinte, Ingham entrou com uma petição para substituir permanentemente Jamie por Montgomery como o conservador da pessoa de Spears, citando uma ordem de 2014 que determinou que a cantora não tinha a capacidade de consentir com tratamento médico de qualquer forma. Em 22 de junho, pouco antes dela falar no tribunal, o The New York Times obteve documentos judiciais confidenciais afirmando que a artista havia pressionado por anos para encerrar sua curatela. No dia seguinte, enquanto falava ao tribunal, ela deu mais detalhes sobre a curatela, chamando-a de "abusiva" e que "não sinto que posso viver uma vida plena".
Em 7 de setembro, Jamie entrou com uma petição para encerrar a conservadoria. Em 12 seguinte, Spears anunciou seu noivado com seu namorado de longa data, o modelo Sam Asghari, através de uma publicação no Instagram. No dia 29, a Juíza Penny suspendeu Jamie como conservador do espólio da cantora, com o contador John Zabel substituindo-o temporariamente. Em 12 de novembro, Penny encerrou a conservadoria. Em abril de 2022, Spears anunciou que estava grávida; porém, em 14 de maio, revelou que havia sofrido um aborto espontâneo e a perca do bebê que estava esperando com Asghari. Em 9 de junho, casou-se com ele. Jason Alexander, o primeiro dos ex-maridos da artista, tentou invadir a cerimônia, mas foi impedido pelos seguranças. Em 26 de agosto, o músico britânico Elton John liberou "Hold Me Closer", contendo os vocais de Spears. Foi o primeiro lançamento oficial dela desde a dissolução de sua tutela. A composição debutou na sexta posição da Billboard Hot 100, tornando-se sua 14.ª entrada dentro dos dez primeiros lugares da parada. Em terras britânicas, alcançou o terceiro lugar da UK Singles Chart, a rendendo seu 24.º top 10 na mesma. A artista colaborou com will.i.am em mais um single, "Mind Your Business", lançado em 21 de julho de 2023. No dia 16 de agosto, anunciou a separação de Asghari. Em outubro, lançou um livro de memórias intitulado The Woman in Me, revisitando sua trajetória profissional e pessoal. Nos Estados Unidos, vendeu 1,1 milhão de cópias, enquanto em todo o mundo vendeu 2,4 milhões no mesmo período. Em janeiro de 2024, após circularam relatos de que estava desenvolvendo novas canções, com a colaboração de Charli XCX e Julia Michaels, Spears veio a público desmentir a informação. De acordo com a própria, ela nunca mais voltará à indústria da música. Apesar disso, a artista garantiu que iria se manter como compositora e que havia escrito mais de 20 músicas para outros artistas nos dois anos anteriores.

## Outros trabalhos

### Investimentos

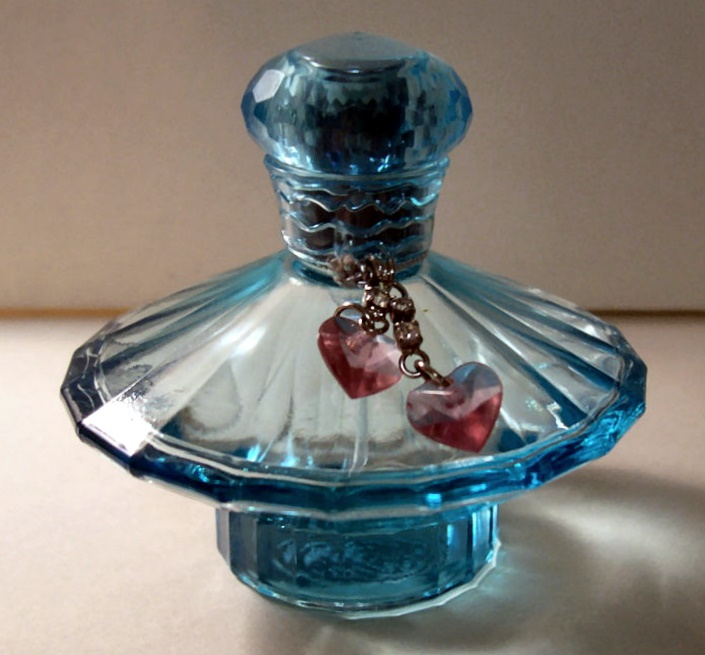
Frasco de um dos vários perfumes de Spears, Curious, lançado pela Elizabeth Arden, Inc.

Fora de seu trabalho artístico, Spears tem se dedicado a outros empreendimentos. Em 2000, ela lançou uma edição limitada de óculos de sol intitulada Shades of Britney. Em 2001, assinou um contrato com a empresa de calçados Skechers, e um contrato promocional de 7 a 8 milhões de dólares com a Pepsi; este último, o maior contrato da empresa com um artista na época. Além de vários comerciais com a Pepsi durante aquele ano, em 2004 ela também apareceu em um comercial de televisão da empresa, sob o tema "Gladiadores", também estrelado pelos cantores Beyoncé, Pink e Enrique Iglesias. Em 19 de junho de 2002, a artista lançou seu primeiro jogo de videogame multiplataforma, Britney's Dance Beat, que recebeu críticas positivas.
Em março de 2009, Spears foi anunciada como o novo rosto da marca de roupas Candie's. Dari Marder, diretor de marketing da empresa, disse: "Todo mundo adora um retorno e ninguém está fazendo isso melhor do que Britney. Ela está pronta para um sucesso ainda maior". Em 2010, A cantora projetou uma linha de edição limitada para a marca, que foi lançada nas lojas em julho de 2010. Em 2011, ela se juntou à Sony, para lançar o videoclipe de "Hold It Against Me", ganhando 500 mil pela colocação do produto. A artista também se uniu à Hasbro em 2012 para lançar uma versão exclusiva do jogo de videogame Twister Dance, que inclui um remix de "Till the World Ends". Para promover o produto, a cantora apareceu em um comercial dirigido por Ray Kay. Mais tarde, apareceu no comercial do jogo Twister Dance, que incluía um remix de "Circus".
Em março de 2018, foi revelado que Spears seria o rosto da Kenzo; uma casa francesa de roupas de luxo contemporânea. A gama de negócios e produtos comerciais dela também inclui produtos de beleza e perfumes. A artista lançou seu primeiro perfume com Elizabeth Arden, nomeado Curious (2004), que quebrou o recorde de faturamento bruto da empresa para uma primeira semana de lançamento de uma fragrância. Em 2009, ela lançou mais sete perfumes, incluindo Fantasy. Em 2010, a oitava fragrância da cantora foi disponibilizada; Radiance. Em 2011, o produto foi relançado com um novo título; Cosmic Radiance. Em todo o mundo, Spears vendeu mais de um milhão de frascos nos primeiros cinco anos de sua carreira, com receitas brutas de 1,5 bilhão de dólares. Em 2016, ela contatou a Glu Mobile para criar seu próprio RPG; Britney Spears: American Dream. O aplicativo foi lançado oficialmente em maio e é compatível com iOS e Android. Em 17 de junho de 2016, a cantora anunciou o lançamento de sua vigésima fragrância; Private Show. Em janeiro de 2018, seu nome foi licenciado em 24 fragrâncias pela Elizabeth Arden.

### Filantropia
Spears fundou a Britney Spears Foundation, uma entidade de caridade criada para ajudar crianças necessitadas. A filosofia por trás da fundação era que a música e o entretenimento fossem uma qualidade curativa que pudesse beneficiar as crianças. A fundação também apoiou o Acampamento Anual Britney Spears para as Artes Cênicas, onde os campistas tiveram a oportunidade de explorar e desenvolver seus talentos. Em abril de 2002, por meio dos esforços da cantora e de sua fundação, uma doação de 1 milhão de dólares foi feita ao Fundo das Torres Gêmeas; para apoiar os filhos de "heróis" do serviço uniformizado da Cidade de Nova Iorque, que foram severamente afetados pelos ataques terroristas de 11 de setembro de 2001, incluindo o Corpo de Bombeiros e seu Comando de Serviços Médicos de Emergência, o Departamento de Polícia, a Autoridade Portuária, o Escritório de Administração do Tribunal do Estado de Nova Iorque e outros escritórios governamentais. No entanto, foi relatado em 2008 que a fundação teve um déficit de 200 mil dólares. Depois de Spears passar pela tutela, o seu pai e advogado Andrew Wallet extinguiram a fundação, levando ao seu encerramento em 2011.
Em 30 de outubro de 2001, Spears, ao lado de Bono e outros artistas populares, sob o nome "Artistas Contra AIDS Mundialmente", lançou um álbum composto por várias versões de "What's Going On" (1971), de Marvin Gaye, com a intenção de beneficiar programas de combate a AIDS no continente africano e outras regiões empobrecidas. Em 2005, doou 350 mil dólares para a Music Rising para as vítimas do furacão Katrina. Ela também ajudou várias instituições de caridade durante sua carreira, incluindo a Spirituality for Kids, baseada na Cabala de seu ídolo Madonna, a instituição de caridade contra o câncer Gilda's Club Worldwide, a Promises Foundation e a United Way; as duas últimas focadas em dar às famílias de várias situações desfavorecidas uma nova esperança e bases estáveis para o futuro.
Em 24 de outubro de 2015, Spears doou 120 mil dólares para a Nevada Childhood Cancer Foundation. Além disso, 1 dólar de cada venda de ingressos para sua residência em Las Vegas, Britney: Piece of Me, foram doados para a organização sem fins lucrativos. Ela também arrecadou fundos para a instituição de caridade por meio das redes sociais, além de vender produtos de edição limitada, com todos os lucros indo para a NCCF. Em 27 de outubro de 2016, Spears fez uma parceria com a Zappos e a XCYCLE visando sediar o Britney Spears Piece of Me Charity Ride, no Boca Park, em Las Vegas, para arrecadar dinheiro adicional para sua meta de 1 milhão de dólares para a NCCF; 450 mil já haviam sido arrecadados com a venda de ingressos e produtos da cantora. Os participantes foram inscritos para ter a chance de ganhar uma aula de spinning com ela. O evento acabou arrecadando 553 130 mil dólares. A arrecadação de fundos levou ao desenvolvimento do NCCF Britney Spears Campus em Las Vegas, que teve sua grande inauguração em 4 de novembro de 2017. A artista também participa regularmente do Spirit Day para combater o bullying contra jovens LGBT. Em março, ela estava participando do #DoYourPartChallenge, que envolve ajudar as pessoas com qualquer coisa que elas possam precisar durante a pandemia de COVID-19. Ela disse aos fãs para enviarem mensagens no Instagram se precisassem de palavras de apoio durante a pandemia do coronavírus, com a mesma escolhendo três fãs. Em fevereiro de 2024, Spears fez parceria com a loja de sobremesas Glace, de Nova Iorque, para criar o lanche "Britney Brûlée", com uma parte dos lucros de suas vendas sendo doados ao The Trevor Project.

## Características musicais

### Estilo musical
Em termos de estilo musical, Spears é descrita como uma artista de música pop e geralmente explora o gênero na forma de dance-pop. Depois de sua estreia, a cantora foi creditada por ter conduzido o renascimento do pop adolescente no final dos anos 1990. O jornal The Daily Yomiuri relatou que "críticos musicais saudaram-na como o mais talentoso ídolo do pop adolescente por muitos anos, mas Spears mirou um pouco mais alto, ela fixou como objetivo atingir o nível de estrelato que tem sido alcançado por Madonna e Janet Jackson". Rob Sheffield, da Rolling Stone, escreveu: "Britney Spears carrega consigo o arquétipo clássico da rainha do rock & roll adolescente, a boneca de macacão, o bebê anjo que só precisa fazer uma cena". Em uma análise de ...Baby One More Time, Stephen Thomas Erlewine, da AllMusic, descreveu sua música como uma "mistura de dance-pop contagiante e com influências de rap e baladas suaves". Oops!...I Did It Again e seus álbuns seguintes fizeram Spears trabalhar com vários produtores de R&B contemporâneo, levando "a uma combinação de bubblegum pop, soul urbano, e raga". Seu terceiro disco, Britney, derivou-se do nicho do pop adolescente "[r]itmicamente e melodicamente", mas foi descrito como "mais nítido, mais forte do que o que veio antes", incorporando gêneros como R&B, disco e funk".

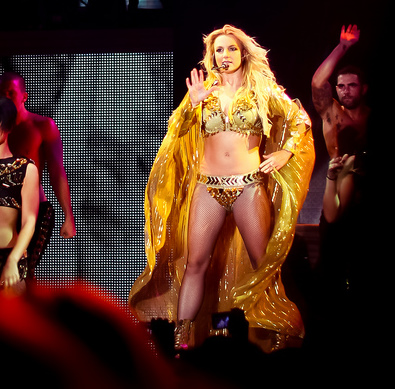
Spears apresentando Boys, durante a Femme Fatale Tour (2011)

Em In the Zone e Blackout, Spears explorou e incorporou fortemente os gêneros electropop e dance music em seus álbuns, bem como influências de sons urbanos e do hip hop. Ela também tem experimentado com outros gêneros como dubstep, primeiro na faixa "Freakshow", de Blackout, e novamente em "Hold It Against Me", de Femme Fatale. Liricamente, ...Baby One More Time e Oops!... I Did It Again abordam temas como amor e relacionamentos do ponto de vista de uma adolescente. Após o enorme sucesso comercial de ambos os projetos, a equipe e os produtores da cantora queriam manter a fórmula que a levou ao topo das paradas. Spears, no entanto, não estava mais satisfeita com a sonoridade e os temas abordados em seus discos. Ela coescreveu cinco faixas e escolheu o produtor de cada uma em Britney, cujas letras abordam os assuntos de atingir a idade adulta, sexualidade e autodescoberta. Sexo, dança, liberdade e amor continuaram a ser os principais assuntos musicais da artista em seus trabalhos subsequentes. Blackout também aborda questões como fama e escrutínio da mídia, incluindo na música "Piece of Me".
A canções de Spears também são conhecidas por conter alguns bordões. A linha de abertura de "...Baby One More Time", "Oh, baby baby", é considerada uma de suas falas características e foi parodiada na mídia por vários artistas, como Nicole Scherzinger e Ariana Grande. Foi usada em formas variadas ao longo de sua música, como simplesmente "baby" e "oh baby", bem como na faixa de Blackout, "Ooh Ooh Baby". Sobre o desenvolvimento inicial de "...Baby One More Time", Barry Weiss observou a criação do bordão por Spears a partir de sua estranha improvisação durante a gravação da música. Ele acrescentou ainda: "Achamos muito estranho no início. Foi estranho. Não foi o jeito que Max escreveu. Mas funcionou! Achamos que poderia ser uma boa salva de abertura para ela". A linha de abertura de "Gimme More", "It's Britney, bitch", se tornou outra frase característica. Uma análise inicial do disco sugeriu que a frase era "simplesmente risível". Amy Roberts, editora da Bustle, chamou-a de "um ponto de virada cultural indelével, transformando um momento frenético e instável na carreira da superestrela em um período de força e empoderamento".

### Vocais
Spears é uma soprano e seu alcance vocal é de três oitavas. Outras fontes afirmam que ela possui um alcance vocal de contralto. Antes de seu sucesso inicial, ela era descrita como tendo cantado "muito mais profundamente do que sua voz de marca registrada altamente reconhecível de hoje", com Eric Foster White, que trabalhou com a cantora em seu álbum de estreia ...Baby One More Time, dizendo ter moldado seus vocais "ao longo de um mês" ao assinar com a Jive Records "para onde ela está hoje — distintamente —, uma inconfundível Britney". Rami Yacoub que coproduziu o mesmo disco, com o letrista Max Martin, comentou: "Eu sei, por Denniz Pop e produções anteriores de Max, quando fazemos músicas, há um tipo de coisa nasal. Com N' Sync e Backstreet Boys, nós tivemos que puxar esse tom meio nasal. Quando Britney fez isso, ela conseguiu esse tipo de voz rouca e sexy".
Guy Blackman do The Age escreveu que: "[a] coisa sobre Spears, no entanto, é que suas maiores canções, não importa o quão criadas por comitês ou impossivelmente polidas, sempre foram convincentes por causa de sua entrega, seu comprometimento e sua presença. [...] Spears expressa perfeitamente os impulsos conflitantes da adolescência, a tensão entre castidade e experiência sexual, entre hedonismo e responsabilidade, entre confiança e vulnerabilidade". O produtor William Orbit, que colaborou com a cantora para o álbum Britney Jean, declarou sobre seus vocais: "[Britney] não ficou tão grande só porque [ela] fez grandes shows; [ela] conseguiu ser assim porque [sua voz é] única: você ouve duas palavras e sabe quem está cantando".
Por outro lado, a artista tem sido muito criticada por alguns por seus vocais "superprocessados" nos discos, bem como pelo uso excessivo de Auto-Tune ao longo de sua carreira. Erlewine criticou as habilidades de canto de Spears em uma análise de seu álbum Blackout, afirmando: "Nunca foi a melhor vocalista, seu grito fino poderia ser descartado no início de sua carreira como uma adolescente aprendendo [a utilizar] as cordas, mas quase uma década depois seu canto não melhorou, mesmo que as ferramentas de estúdio para mascarar suas fraquezas tenham melhorado". Joan Anderman, do jornal The Boston Globe, comentou que "Spears soa robótica, quase desumana, em seus discos, tão processada é sua voz por pitch shifters e sintetizadores digitais".
Kayla Upadhyaya, do The Michigan Daily, forneceu um ponto de vista diferente, afirmando: "Vocais autoajustados e superprocessados definem a voz de [Spears] como artista, e em sua música, o autoajuste não é tanto um truque, mas sim um instrumento usado para destacar, contorcer e fazer uma declaração". Adam Markovitz, Entertainment Weekly, opina que "Spears não é uma cantora técnica, isso é certo. Mas apoiada pela parede sonora de Martin e Dr. Luke , seus vocais se fundem em uma mistura de arrulhos infantis e ofegos sexuais que são, em sua própria maneira superprocessados, tão icônicos e propulsores quanto os latidos de Michael Jackson ou os rosnados de Eminem".

### Influências
Spears citou três artistas como as principais influências musicais de sua carreira: Madonna, Janet Jackson e Whitney Houston. A própria as considera suas "três artistas favoritas", quando criança, para quem ela gostava de "cantar junto [...] dia e noite em [sua] sala de estar"; "I Have Nothing", de Houston, foi a canção que ela usou para o teste valendo um contrato com a gravadora Jive Records. Ao longo de sua carreira, Spears tem atraído comparações frequentes com Madonna e Jackson, em particular, em termos de voz, coreografias e presença de palco. De acordo com a própria cantora: "Eu sei que quando eu era mais jovem, eu olhava para as pessoas [...] como, você sabe, Janet Jackson e Madonna. E elas foram grandes inspirações para mim. Mas eu também tinha minha própria identidade e sabia quem eu era". No livro Madonnastyle (2002), de Carol Clerk, ela é citada dizendo: "Eu sou uma grande fã de Madonna desde que eu era uma garotinha. Ela é a pessoa que eu realmente admiro. Eu realmente gostaria de ser uma lenda como Madonna". Sobre Jackson, Spears declarou em seu Intagram em 2023: "Obrigado a esta querida por manter os meus sonhos e o meu coração vivos [...] ela sempre foi a mulher mais profunda e mais brilhante ao mesmo tempo. Ela passou por tanta coisa mas sinto que é alguém que vou admirar para o resto da minha vida [...] Obrigado por sua música e por sua forma divina de desembaraçar a inteligência para uma visão muito mais clara do que qualquer um poderia imaginar".
Depois de se encontrar pessoalmente com Spears, Jackson declarou: "ela disse pra mim, 'Eu sou uma grande fã sua, eu realmente admiro você.' Isso é tão lisonjeiro. Todo mundo se inspira em algo. E é incrível ver outra pessoa surgindo dançando e cantando, e ver como todas essas crianças se identificam com ela. Muitas pessoas a menosprezam, mas o que ela faz é algo positivo". Madonna falou sobre Spears no documentário Britney: For the Record: "Eu admiro seu talento como artista [...] Há aspectos sobre ela que eu reconheço em mim mesma quando eu comecei na minha carreira". Spears também nomeou Mariah Carey como "uma das principais razões pelas quais comecei a cantar". Outros artistas citados por ela que a influenciaram em algum aspecto são Michael Jackson, Céline Dion, Aerosmith, Sheryl Crow, Otis Redding, Shania Twain, Brandy, Natalie Imbruglia, Justin Timberlake, Bruno Mars, Shakira e outros contemporâneos.

### Presença de palco e em videoclipes

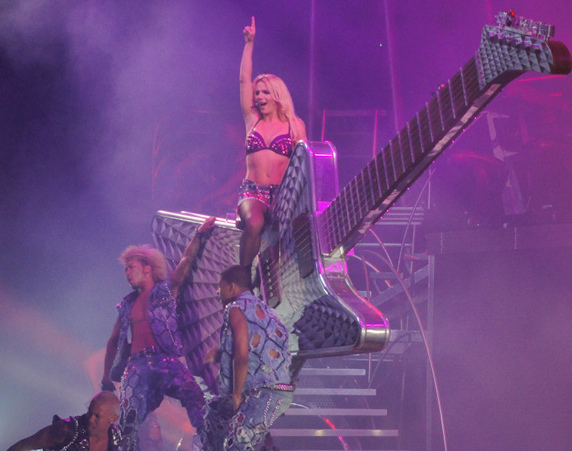
Spears apresentando-se durante a turnê Femme Fatale Tour, em junho de 2011.

Spears é conhecida por suas performances no palco, particularmente as elaboradas coreografias que incorporam "dança do ventre e moderados movimentos eróticos" que são creditados por influenciar "artistas que dançam" como Danity Kane e as Pussycat Dolls. Os leitores da Rolling Stone a elegeram como a segunda melhor cantora que dança. Spears é descrita como sendo muito mais tímida do que sua persona no palco sugere. Ela disse que se apresentar é "um impulso para [sua] confiança. É como uma coisa do tipo alter ego. Algo clica e eu vou e me transformo nessa pessoa diferente. Acho que é uma espécie de presente poder fazer isso". Suas performances nos MTV Video Music Awards de 2000, 2001 e 2003 foram elogiadas, enquanto sua apresentação de 2007 foi amplamente criticada pelos críticos especializados, já que ela "oscilava em seus passos de dança e murmurava apenas palavras ocasionais". Em 2016, a Billboard considerou sua performance de "retorno" aos palcos de "uma tentativa eficaz, mas não totalmente gloriosa, de recuperar o estrelato pop".
Após suas lesões no joelho e problemas pessoais, as habilidades de dança da cantora foram criticadas. Em 2016, Serge F. Kovaleski, do The New York Times, assistiu à sua residência de shows em Las Vegas e declarou: "Antes uma dançarina leve e natural, a Sra. Spears poderia até parecer rígida, até mesmo robótica, mas hoje, conta apenas com os braços agitados e cenários elaborados". Robin Leach, do Las Vegas Sun, pareceu mais impressionado com os esforços da cantora no espetáculo ao dizer que ela fez uma "performance impecável" na noite de abertura de sua residência. Foi amplamente relatado que ela constantemente fazia uso de playback durante apresentações ao vivo, o que frequentemente gera críticas de críticos musicais e frequentadores de concertos. Alguns, no entanto, alegaram que, embora ela "tenha bastante apoio digital", ela "não faz apenas playback" durante seus shows ao vivo. Em 2016, Sabrina Weiss, da Refinery29, referiu-se à sua dublagem como um "fato tão conhecido que nem é mais tabu". Observando a prevalência da dublagem labial, o Los Angeles Daily News opinou: "No contexto de um show de Britney Spears, isso realmente importa? [...] você [apenas] vai para o espetáculo e pouco se importa com isso". A própria cantora comentou sobre o assunto, argumentando: "Como estou dançando muito, uso um pouco de playback, mas há uma mistura da minha voz e do playback. [...] Isso realmente me irrita porque estou me esforçando muito e cantando ao mesmo tempo e ninguém nunca me dá créditos por isso".
Em 2012, o canal VH1 classificou-a como a quarta maior mulher da era do vídeo, enquanto a Billboard a classificou como a oitava maior artista de videoclipes de todos os tempos em 2020, explicando: "Os enredos, a dança, as roupas. Desde o início, a princesa do pop estabeleceu a duração de sua criatividade com alguns dos vídeos mais memoráveis das últimas três décadas". Ela foi retroativamente notada como a pioneira em sua videografia do início de carreira. Ela conceituou o "icônico arquétipo de colegial católica e líder de torcida" apresentado no vídeo de "...Baby One More Time", rejeitando a ideia inicial de conter apenas animações. Ela também fez o vídeo de "Oops!... I Did It Again" "centrado na dança em vez de centrado no espaço, como seus produtores sugeriram". A cantora também usou sua intuição de dançarina para ajudar a selecionar as batidas de cada canção.

## Imagem pública

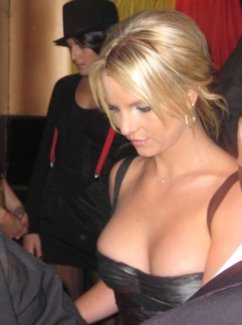
A cantora dando autógrafos após seu retorno em 2008.

Ao lançar sua carreira musical com ...Baby One More Time, Spears foi rotulada como um ídolo adolescente, e a Rolling Stone a descreveu como "o modelo mais recente de um produto clássico: a estrela pop não neurótica que desempenha suas funções com coragem vaudevilliana e charme de exemplo [de comportamento]". Spears foi capa da edição de abril de 1999 da revista musical Rolling Stone. A imagem caracterizou-a deitada em uma cama, vestindo um sutiã, uma bermuda e um top aberto. A American Family Asssociation (AFA) referiu-se à fotografia como "uma perturbadora mistura da inocência infantil e a sexualidade adulta" e pediu aos "americanos fiéis a Deus para boicotar lojas que vendem álbuns de Britney". A cantora respondeu ao comentário com a seguinte frase: "Qual é o grande problema? Tenho uma forte moral. (...) Eu farei novamente. Eu pensei que as imagens fossem boas. E eu estava cansada de ser comparada a Debbie Gibson e a todo esse bubblegum pop todos os dias". Pouco depois, ela anunciou publicamente que manteria sua virgindade até o seu casamento. Desde seus primeiros anos sob os olhos do público, Spears tem sido uma figura constante nos tabloides e um alvo dos paparazzi. De acordo com a Vanity Fair, fotos da cantora eram vendidas por um valor combinado de 100 milhões de dólares em 2007. Harvey Levin, o fundador do TMZ, disse em uma entrevista: "Britney é ouro. Ela é crack para nossos leitores. Sua vida é um desastre completo, e eu agradeço a Deus por ela todos os dias". Steve Huey, editor do AllMusic, comentou que "entre as cantoras da era [de Spears]  [...] seu poder de celebridade era rivalizado apenas por Jennifer Lopez". 'Britney Spears' foi o termo de pesquisa mais popular no Yahoo! entre 2005 e 2008, e esteve em um total de sete anos diferentes. O livro Guinness World Records reconheceu-a como a Pessoa Mais Procurada na edição de 2007 e 2009. Mais tarde, ela foi nomeada a pessoa mais procurada da década de 2000-2009.
Uma crítica inicial a Spears a descartou como "o produto de uma fábrica de compositores sueca que não teve nenhuma participação real em sua música ou em sua persona". A editora da Vox, Constance Grady, escreveu que isso foi perpetuado pelo fato da cantora ter estreado no final da década de 1990, quando a música era dominada pelo rockismo, que preza "a suposta autenticidade e a coragem do rock acima de tudo". O "pop puro e alegre" de Spears era uma afronta às sensibilidades do rock, e alegar que ela era falsa era uma maneira fácil de descartá-la". O jornalista Ron Levy, da Rolling Stone, observou que "tenho que dizer a vocês, se a gravadora pudesse ter criado mais de uma Britney Spears, eles teriam feito isso, e eles tentaram!". A Billboard opinou que, quando Spears lançou seu segundo álbum, Oops!... I Did It Again, "houve uma mudança ocorrendo tanto na música quanto em sua imagem pública: ela estava mais afiada, mais sexy e cantando sobre coisas mais adultas, preparando o cenário para [disco] Britney (2001), que abandonou sua imagem inocente e a conduziu à idade adulta". O primeiro single da era Britney, "I'm a Slave 4 U", e seu videoclipe também foram creditados por distanciá-la de sua imagem anterior como a "garota perfeita". Stephen Thomas Erlewine, da AllMusic, comentou: "Se Britney de 2001 foi um álbum de transição, capturando Spears no momento em que ela ainda não era uma garota e nem ainda uma mulher, seu sucessor, In the Zone (2003), é onde ela finalmente completou essa jornada e se transformou em Britney, a Mulher Adulta". Erlewine a comparou à Christina Aguilera, explicando que ambas equiparavam "maturidade com sexualidade transparente e os sons intensos das casas noturnas". Brittany Spanos, do LA Weekly, afirmou que Spears "estabeleceu o padrão para a transição da 'idade adulta' com a qual as estrelas pop adolescentes costumam se rebelar".
O comportamento errático e os problemas pessoais da cantora durante 2006-2008 foram amplamente divulgados e afetaram sua carreira e imagem pública. Erlewine escreve que "cada novo desastre [estava] removendo qualquer sensualidade residual em sua imagem pública". Em um artigo de 2008, Vanessa Grigoriadis, da Rolling Stone, descreveu seus problemas pessoais muito divulgados como "a maior queda pública de qualquer estrela na história". A cantora mais tarde recebeu atenção favorável da mídia; a Billboard escreveu que sua aparição no MTV Video Music Awards de 2008 "foi uma imagem de profissionalismo e equilíbrio" após sua performance "desastrosa" no ano anterior, enquanto o Business Insider publicou um artigo sobre como ela "perdeu o controle de sua vida [...] e então fez um retorno incrível na carreira". Em 2017, Spears disse: "Acho que tive que me dar mais pausas na minha carreira e assumir a responsabilidade pela minha saúde mental. [...] Eu escrevi naquela época que estava perdida e não sabia o que fazer comigo mesma. Eu estava tentando agradar a todos ao meu redor porque é quem eu sou no fundo. Há momentos em que olho para trás e penso: 'O que diabos eu estava pensando?'". Percebida como um símbolo sexual, Spears declarou: "Quando estou no palco, é a minha hora de fazer as coisas e ir lá e ser isso e é divertido. É emocionante apenas ser algo que você não é. E as pessoas tendem a acreditar nisso". Em setembro de 2002, ela foi colocada pelo VH1 na oitava posição da lista dos 100 artistas mais sexys. A FHM a elegeu a primeira entre as 100 mulheres mais sensuais do mundo em 2004, e, em dezembro de 2012, a Complex a classificou no 12.º lugar ao reunir as 100 cantoras mais sensuais de todos os tempos. A People a considerou uma das 50 pessoas mais bonitas no mundo em 2003.

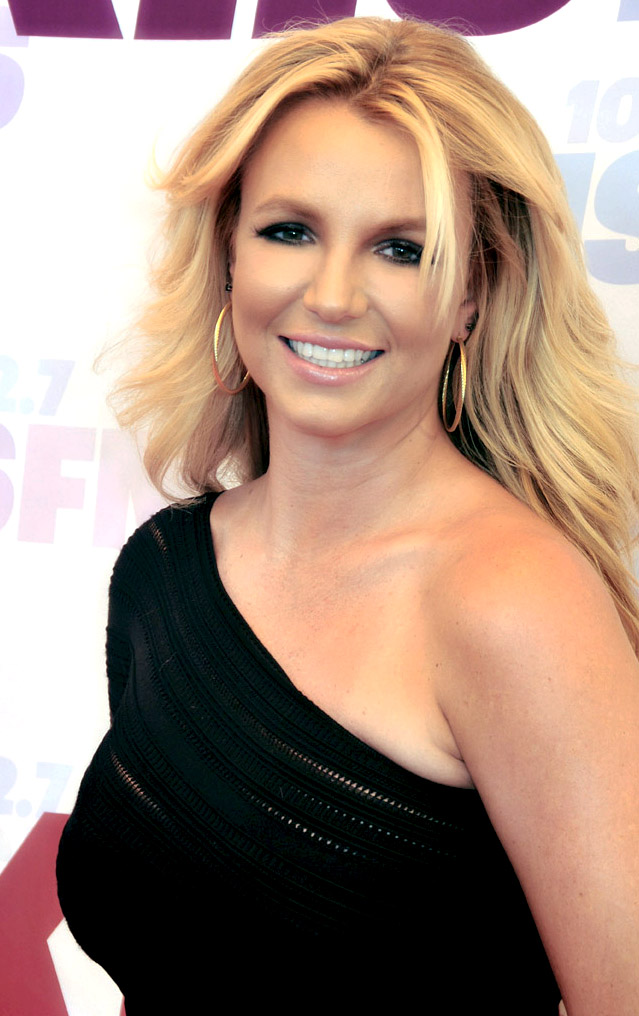
Spears em um evento em 2013.

Spears é reconhecida como um ícone gay e recebeu o prêmio GLAAD Vanguard de 2018 nos GLAAD Media Awards por seu papel em "acelerar a aceitação da comunidade LGBTQ". Ela abordou a "lealdade inabalável" e a "falta de julgamento" que recebe de seus fãs LGBTQ, em uma entrevista à Billboard: "Suas histórias são o que me inspiram, me trazem alegria e fazem com que eu e meus filhos nos esforcemos para ser pessoas melhores". Manuel Betancourt, da revista Vice, analisou a "adoração queer", especialmente de homens gays, por Spears, e disse que "Onde outros ícones gays exalam autocontrole, a frágil resiliência dela a tornou um modelo ainda mais fascinante, mais próxima de Judy Garland do que de Lady Gaga [...] ela é uma bola de espelhos brilhante, um reflexo fraturado daqueles homens na pista de dança de volta para si mesmos". Ben Appel, do HuffPost, atribuiu o status de Spears como um ícone gay à sua sensualidade "tão inocente/não tão inocente" como a de Monroe, à sua natureza doce, quase açucarada, às suas canções pop mais do que básicas, mas viciantes, aos seus passos de dança, à sua volta como uma fênix após uma série de crises de saúde mental e à sua ternura inconfundível. "Britney é extravagante . Ela é uma figurinha caricata. Uma boneca. Britney é uma drag queen".
Como figura pública, Spears "nunca foi conhecida por seus fãs como uma artista politicamente ativa, comprometida - ou mesmo consciente". Em uma entrevista em 2003, ela comentou sobre o presidente George W. Bush e a Guerra do Iraque, dizendo que "deveríamos apenas confiar em nosso presidente em todas as decisões que ele toma [...] e sermos otimistas no que acontece". Michael Moore incluiu essa filmagem em seu documentário "anti-Bush" Fahrenheit 9/11, que, de acordo com James Frazier, do The Washington Times, a apresentou "como um exemplo de uma americana ingênua confiando cegamente em um comandante-chefe desonesto" e alimentou a "lenda urbana" de uma Spears "conservadora". Frazier também disse que "as poucas posições que ela assumiu dificilmente podem ser consideradas conservadoras", como apoiar o casamento entre pessoas do mesmo sexo. Em 2016, a cantora postou fotos nas redes sociais de uma reunião com Hillary Clinton. Ela descreveu a política como "uma inspiração e uma bela voz para as mulheres em todo o mundo". Em dezembro de 2017, demonstrou publicamente apoio ao DREAM Act após o anúncio de que Donald Trump encerraria a política DACA, que anteriormente concedia aos imigrantes indocumentados que chegassem ao país menores de idade um período renovável de dois anos de suspensão da deportação. Ela publicou uma foto sua nas redes sociais vestindo uma camiseta preta com os dizeres "Somos Todos Sonhadores" em letras brancas. A legenda dizia: "Diga ao Congresso para aprovar o #DreamAct". Foi nomeada pela Time como uma das 100 pessoas mais influentes de 2021. Poucos dias antes, foi colocada no topo da lista de votação dos leitores sobre quais personalidades deveriam ser incluídas na lista anual da Time 100. Considerada um ícone daquele ano, os editores da revista destacaram o impacto de sua luta contra sua tutela, bem como a do movimento #FreeBritney. Em outubro, Spears agradeceu a seus fãs e ao movimento #FreeBritney por "me libertarem da minha tutela". Também foi nomeada a celebridade mais famosa da Louisiana, de acordo com um estudo feito em Baton Rouge.

## Conquistas

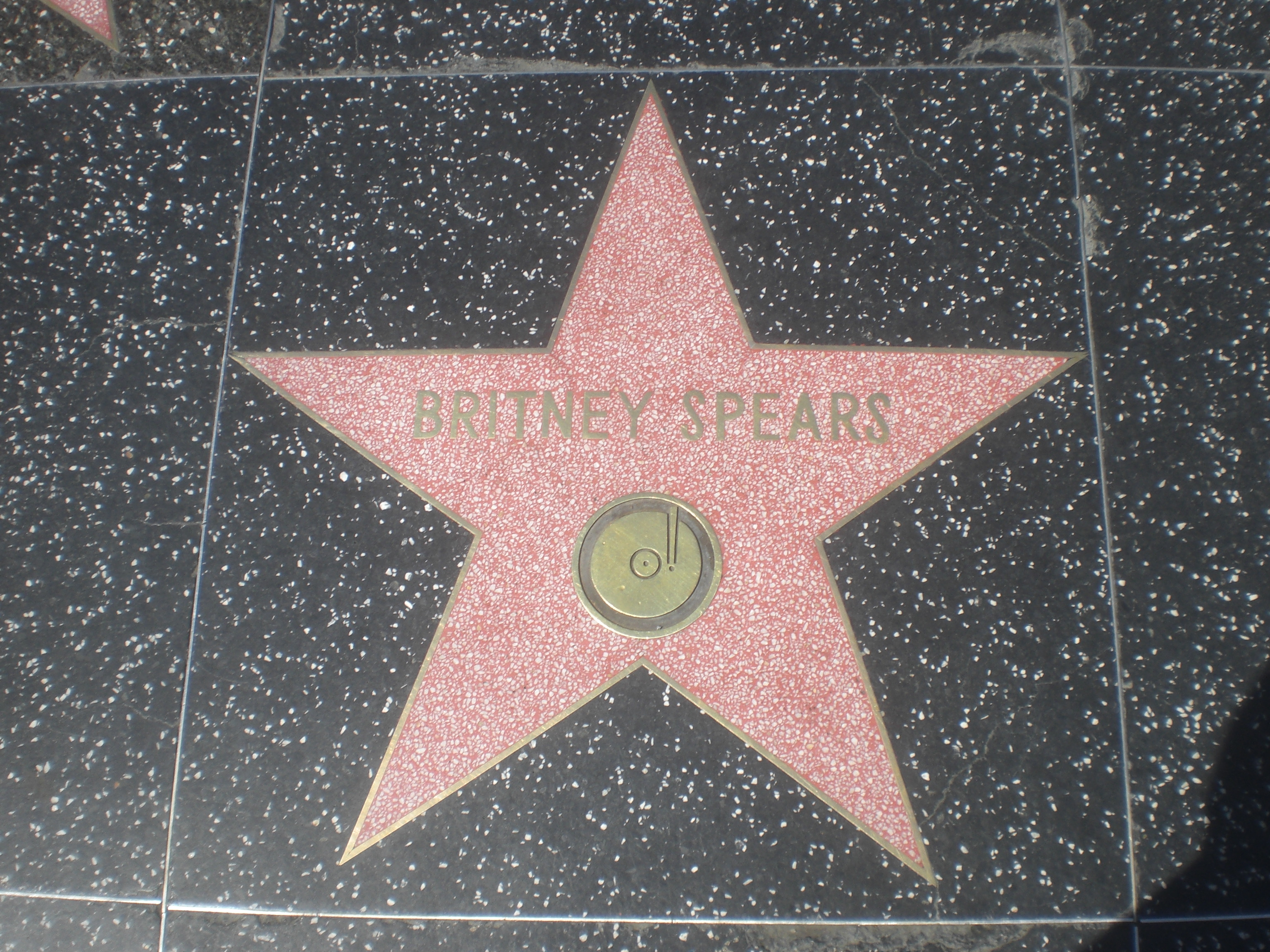
Estrela da cantora na Calçada da Fama de Hollywood.

Os prêmios e reconhecimentos de Spears incluem um diversos prêmios e reconhecimentos, incluindo um Grammy Award, seis MTV Video Music Awards — incluindo o Michael Jackson Video Vanguard Award, feito pela Lifetime Achievement Award e entregue a ela durante os MTV Video Music Awards de 2011 — sete Billboard Music Awards, incluindo o de Millennium Award; além de uma estrela na Calçada da Fama de Hollywood. Com ...Baby One More Time, que vendeu mais de 30 milhões de cópias mundialmente, Spears é listada pelo Guinness World Records como tendo o "álbum mais vendido de uma artista adolescente em carreira solo". A este respeito, Melissa Ruggieri, do Richmond Times-Dispatch, relatou que "antes de completar 20 anos em 2001, Spears já havia vendido mais de 25 milhões de álbuns em todo o mundo". Seu segundo disco de estúdio, Oops!... I Did It Again, vendeu 1 milhão e 319 mil cópias nos Estados Unidos em sua primeira semana. Esse valor tornou-se o mais alto já conquistado por um disco de uma artista feminina em uma única semana no país desde que a Nielsen Soundscan iniciou sua operações em 1991, recorde mantido por Spears durante 15 anos, até ser superado por 25 (2015), de Adele, que vendeu mais de 3 milhões de cópias na sua semana de lançamento.
Em 2023, de acordo com o Richmond Times-Dispatch, Spears vendeu mais de 150 milhões de gravações em todo o mundo, o que a torna um dos recordistas em vendas de todos os tempos. Ela também vendeu mais de 70 milhões de gravações apenas nos Estados Unidos, incluindo 36,9 milhões de singles digitais e 33,6 milhões de álbuns digitais. Spears é ainda reconhecida como a artista feminina que mais vendeu álbuns nos Estados Unidos na década de 2000, bem como a quinta no geral. De acordo a RIAA, ...Baby One More Time e Oops!... I Did It Again estão entre os 100 álbuns que mais receberam certificados, com os dois primeiros sendo condecorados com certificado de diamante e listados entre os mais vendidos em solo estadunidense. Em dezembro de 2009, a Billboard classificou-a como a 8ª Artista da década de 2000, com base em seu desempenho nas tabelas da revista. Ela é uma das poucas artistas na história a ter um single e um disco de estúdio número um nos Estados Unidos durante cada uma das três décadas de sua carreira. A revista a reconheceu como a sexta maior estrela pop do período 2000-2024, com base em impacto cultural; o canal VH1 colocou-a na mesma posição ao listar as 100 maiores mulheres da música. Foi considerada pela Billboard a oitava entre os 100 melhores artistas da história dos vídeos musicais.

## Impacto e Legado

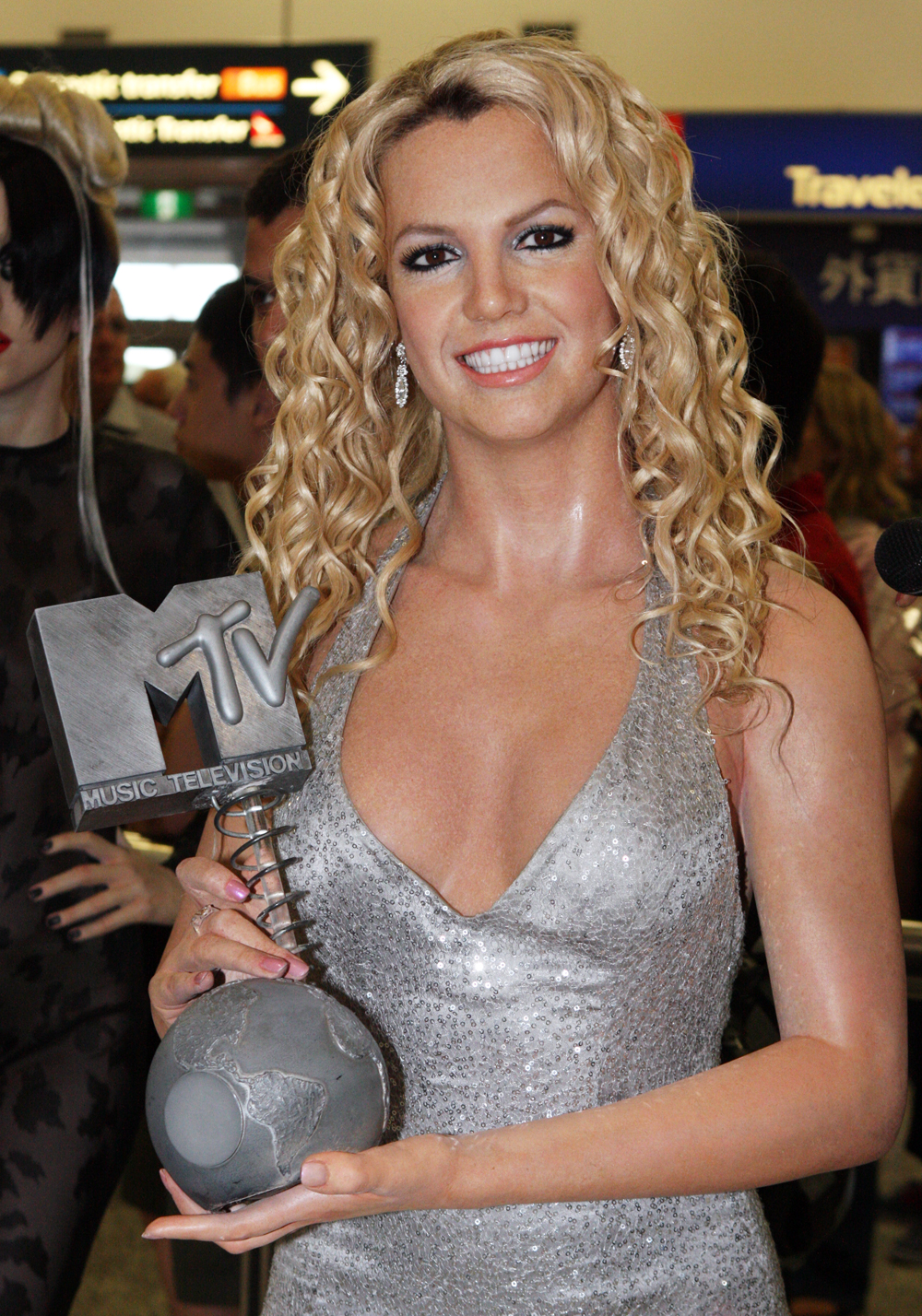
Figura de cera em homenagem a Spears em exposição no Madame Tussauds em Londres.

Spears detém o título honorífico de "Princesa do Pop", em partes, porque tornou-se uma das "forças motrizes por trás do retorno do pop adolescente no final dos anos 1990". Stacy Lambe, da Rolling Stone, explicou que ela "ajudou a inaugurar uma nova era para o gênero que havia ficado adormecido na década seguinte ao New Kids on the Block. [...] Spears lideraria um exército de estrelas pop [...] construído em produções habilidosas de Max Martin, muitas insinuações sexuais e performances cheias de dança. [Ela se tornou] uma das artistas mais bem-sucedidas de todos os tempos e um conto de advertência para uma geração, quer prestassem atenção ou não". O colaborador da Glamour, Christopher Rosa, a descreveu como "uma das vozes definidoras da música pop. [...] Quando ela surgiu na cena em 1998 com ...Baby One More Time, o mundo não via uma artista como ela desde Madonna, nenhuma artista feminina afetou o gênero tão profundamente". Barbara Ellen, do The Observer, relatou: "Spears é notoriamente uma das mais maduras adolescentes que já existiram. [...] Em termos de foco e determinação. Muitos jovens de 19 anos ainda nem começaram a trabalhar, ao passo que Britney, ex-Mouseketeer, era o mais incomum e volátil dos fenômenos americanos: uma criança com uma carreira em tempo integral. Enquanto outras meninas colocavam pôsteres em suas paredes, Britney queria ser o pôster na parede. Enquanto outras crianças se desenvolvem em seu próprio ritmo, Britney estava se desenvolvendo em um ritmo definido pela ferozmente competitiva indústria do entretenimento americana".
Para a Billboard, Spears redefiniu a forma como a música popular era percebida pelos adolescentes no fim dos anos 1990; "Em 1999, Britney não se sentia uma celebridade, mas a melhor amiga de uma garota, ou uma irmã mais velha [delas]. Talvez ela fosse o tipo de garota por quem teríamos uma queda, incapaz de imaginá-la tendo uma vida emocional própria, até que ouvimos uma música como "...Baby One More Time". Talvez para jovens queer em busca de referências, Madonna tenha sido uma para a geração passada; as Spice Girls eram ídolos, mas não exatamente realistas. Foi a primeira vez que a geração Y — qualquer pessoa entre 5 e 19 anos em 1998 —, realmente ouviu alguém articular um dos nossos sentimentos com tanta maturidade e ressonância emocional". Robert Kelly, da Billboard, observou que os vocais "sensuais e tímidos" da cantora em seu single de estreia, "...Baby One More Time", "deram início a uma nova era de estilos vocais que influenciariam inúmeros artistas que viriam". Em 2020, a Rolling Stone classificou a canção em primeiro lugar em sua lista dos 100 Maiores Singles de Estreia de Todos os Tempos, com o editor Rob Sheffield a descrevendo como "um daqueles manifestos que anuncia uma nova sonoridade, uma nova era, um novo século. Mas acima de tudo, uma nova estrela [...] Com "...Baby One More Time", [Spears] mudou o som do pop para sempre: É Britney, vadia. Nada nunca mais foi o mesmo".
Spears foi creditada por ter começado inadvertidamente e aberto o caminho para a ascensão feminina no pop adolescente entre o final da década de 1990 e início dos anos 2000. Cantoras como Christina Aguilera, Jessica Simpson e Mandy Moore, embora já estivessem desenvolvendo material em 1998, debutaram com sucesso após o êxito de ...Baby One More Time e de seus singles em estabelecer o estilo nas paradas musicais. A revista Nylon apontou que, sua ascensão, "ajudou a estabelecer um novo padrão para o estrelato pop feminino. Spears abriu as comportas para um novo rebanho de artistas: jovens estrelas pop, em sua maioria brancas, muitas vezes loiras, altamente sexualizadas". Na opinião de Michael Cragg, do The Guardian, sem o sucesso da cantora, "não existiria Aguilera, nem Katy Perry, nem Charli XCX; Taylor Swift provavelmente ainda estaria cantando músicas country, e Eminem – que chegou em 1999 –, não teria tanto contra o que reclamar". Ele também explanou que, esta dominância, deu ao pop adolescente "sua porta-voz" feminina. Além das citadas, a ascensão de Spears, bem sua sonoridade e o estilo visual, serviu como uma "fórmula" de sucesso que tentou ser emulada por outras cantoras como Willa Ford, Vitamin C e Billie Piper, assim como a brasileira Kelly Key.
Os problemas pessoais da cantora bastante divulgados e seu subsequente retorno à carreira inspiraram alguns artistas. A personagem de Gwyneth Paltrow em Country Strong (2010) foi inspirada pelo tratamento dado a Spears pela mídia. De acordo com a diretora de cinema Shana Fest, "foi daí que surgiu esse filme. Quer dizer, eu estava vendo o que estava acontecendo na mídia com Britney Spears. Acho trágico como tratamos pessoas que nos dão tanto, e adoramos vê-las derrubadas para reconstruí-las e derrubá-las novamente". A rapper Nicki Minaj citou o retorno da cantora após seus problemas pessoais como inspiração. A perseguição que ela sofreu por parte dos paparazzi e seus problemas pessoais também inspiraram o álbum 15 Minutes, de Barry Manilow, que revelou: "Ela não poderia ter uma vida sem que eles parassem ao lado do carro dela, a seguissem e a deixassem louca a ponto de, mais ou menos na época, raspar o cabelo. [...] Todos nós olhamos para isso com horror [...] Então parecia algo sobre o qual escrever um álbum" Bebo Norman escreveu uma música sobre Spears, chamada "Britney", que foi inspirada pelo "tratamento decisivo da cultura com as celebridades". Junto com Alicia Silverstone, Christy Turlington, e Naomi Campbell, Spears foi creditada por introduzir o piercing no umbigo na cultura popular. Ela também foi creditada por redefinir Las Vegas como um local para artistas consagrados estabelecerem shows residências, entre eles (Jennifer Lopez: All I Have) Jennifer Lopez, (Bruno Mars at Park MGM), Bruno Mars, e (Backstreet Boys: Larger Than Life), Backstreet Boys. A chegada de Spears "viu os promotores pop finalmente explorarem o público mais jovem que chegava à cidade para se divertir".
Spears ainda se tornou influência de diversos artistas do pop e R&B, dos anos 2000 à atualidade, como Kristinia DeBarge, Cheryl, Billie Eilish, Sam Smith, Katy Perry, Meghan Trainor, Lady Gaga, Selena Gomez, Pixie Lott, Halsey, Charli XCX, Sabrina Carpenter, Charli XCX, Chappell Roan, Rina Sawayama, Adam Lambert, Miley Cyrus, Tinashe, Demi Lovato, Pabllo Vittar e Kelly Key. Antes da cantora se juntar ao time de jurados do The X Factor, Simon Cowell revelou que é "fascinado por [ela]. O fato de ela ser uma das mais comentadas — não apenas estrelas pop —, mas pessoas no mundo hoje, significa que tem esse poder de estrela. [...] Ela ainda é forte, ela ainda está tendo discos de sucesso e ainda é controversa, há uma razão para isso". Marina Diamandis tomou Spears como a principal fonte de inspiração para desenvolver seu álbum Electra Heart. Lana Del Rey revelou ter o videoclipe de "Toxic" como referência para seus trabalhos. Porcelain Black descreve sua música como um híbrido entre Spears e Marilyn Manson. O videoclipe de "Only Want You", de Rita Ora, foi inspirado no videoclipe de "Everytime", comentando no Instagram: "Ei @britneyspears, isso foi para você porque eu te amo muito. Preste homenagem àqueles que inspiram! #ícone".

## Discografia
- ...Baby One More Time (1999)
- Oops!... I Did It Again (2000)
- Britney (2001)
- In the Zone (2003)
- Blackout (2007)
- Circus (2008)
- Femme Fatale (2011)
- Britney Jean (2013)
- Glory (2016)

## Filmografia
- Longshot (2001)
- Crossroads (2002)
- Austin Powers in Goldmember (2002)
- Pauly Shore Is Dead (2003)
- Fahrenheit 9/11 (2004)
- Corporate Animals (2019)

## Concertos

### Turnês
- ...Baby One More Time Tour (1999)
- Crazy 2k Tour (2000)
- Oops!... I Did It Again Tour (2000–2001)
- Dream Within a Dream Tour (2001–2002)
- The Onyx Hotel Tour (2004)
- The M+M's Tour (2007)
- The Circus Starring Britney Spears (2009)
- Femme Fatale Tour (2011)
- Britney: Live in Concert (2017)
- Piece of Me Tour (2018)

### Residências
- Britney: Piece of Me (2013–2017)